# Lesce
Lesce je naselje s skoraj 3.000 prebivalci severozahodno od Radovljice in je drugo največje naselje Občine Radovljica.
Lesce so industrijski in turistični kraj sredi Radovljiške kotline ob stari glavni cesti Bled - Radovljica. Del naselja na zgornji savski terasi je industrijski kraj s tovarnami verig, industrijske opreme in čokolade, del naselja na spodnji terasi ob Savi pa je namenjen turizmu. Vzhodno od Lesc je na drugi strani avtoceste Ljubljana - Jesenice Alpski letalski center Lesce - Bled.
Po omembah v starih zapisih spadajo Lesce med najstarejša naselja na Gorenjskem. V starih listinah se prvič omenjajo leta ko so skupaj z Bledom in Bohinjem prišle v last briksenskih škofov.
V starem delu mestnega jedra je triladijska župnijska cerkev Marijinega vnebovzetja. Gotsko stavbo, na kateri so na fasadi ostanki fresk iz 14. stoletja so v 17. stoletju baročno preuredili. Cerkev slovi po baročnem oltarju, prižnici in freskah v kupoli prezbiterija, ki jih je 1739 naslikal Franc Jelovšek.

## Zgodovina
Leta 1849 je bil razglašen provizorični oziroma začasni zakon, s katerim je Avstrijsko cesarstvo prešlo na novo ureditev. Zakon je zagotavljal občinam samoupravo v njihovih notranjih zadevah, hkrati pa je pomemben tudi za nastanek občine Lesce. Občine so oblikovali okrožni glavarji, ki pa so imeli pomisleke, saj je bilo veliko odbornikov nepismenih. V občini Lesce so bili še v osemdesetih letih trije nepismeni odborniki.
Občina Lesce je imela sedež v Hrašah, obsegala pa je vasi Lesce, Hraše, Hlebce, Studenčice, Nova vas in Zapuže. Za prvega župana Lesc je bil izbran Ivan Legat, posestnik iz Lesc. Umrl je med mandatom novembra 1850, zato so novega župana izvolili januarja 1851. Nov župan Matevž Brence je postal posestnik iz Hraš. Uradoval je v pisarni, katero je imel kar doma, zato so Hraše postale sedež občine Lesce. Leta 1878 ga je nasledil ga je Anton Meršol, ki je bil prav tako doma iz Hraš. Anton Meršol je ostal župan do leta 1909, ko ga je zamenjal Ivan Žark, doma iz Lesc. Zato se je sedež občine in pisarna prenesla v Lesce. Število prebivalstva je zaradi izgradnje Gorenjske železnice leta 1870 naraščalo. Občina Lesce je po ljudskem štetju 31. decembra 1869 imela 726 prebivalcev. Leta 1910 pa je občina Lesce imela že 970 prebivalcev.
Z nastankom Države SHS na lokalnem nivoju pride le do kadrovskih sprememb, v Kraljevini SHS pa pride do centralizacije oblasti in nadzora nad lokalno samoupravo. Glede števila občin ni prišlo do sprememb, še naprej so obstajale občine, ki so se oblikovale v obdobju Avstro-Ogrske monarhije. Tako je bilo leta 1931 v občini Lesce 1.126 prebivalcev. Zakon o občinah iz leta 1933 je uvedel komasacijo občin oz. združitev občin, ki so bile zelo majhne, ali pa niso bile samozadostne. Od 1.072 občin je ostalo le 366 občin, med temi je bila tudi občina Lesce.
Od leta 1921 pa do leta 1936 je bil župan občine Lesce Franc Vidic. V času komasacije se je občina Begunje pridružila občini Lesce, vendar se je že leta 1935 ponovno ločila, hkrati pa so se k občini Begunje priključile še Zapuže. Leta 1936 je bil za župana izvoljen Pavel Olip. Vsi župani so uradovali doma, zato so tudi arhiv županstva shranjevali doma. Svoje pisarniške prostore je Občina Lesce dobila leta 1931 v novo zgrajeni osnovni šoli. Leška občina je prenehala obstajati s pričetkom druge svetovne vojne 6. aprila 1941. Zadnja javna seja občinskega odbora pa je bila 30. marca 1941. 20. aprila je nemška okupacijska oblast odstavila župana Pavla Olipa in odbor razpustila. Za župana so postavili Franca Furederja, ki je bil kulturbundovec. Vlogo župana je prevzel 13. maja 1941 v občinski pisarni v osnovni šoli. Leta 1942 so se na sedežih občin pričele pogostejše partizanske akcije, zato so sedež občine prenesli v Radovljico, kjer sta se sedeža Radovljiške in Leške občine združila v občino Radovljica.
Krajevna skupnost v Lescah s sedanjo organiziranostjo – skupščina KS in svet KS – je bila ustanovljena leta 1964. Krajevna skupnost Lesce je močno vplivala na razvoj kraja zaradi samoprispevka izglasovanega leta 1976. Tako so v Lescah obnovili javno razsvetljavo, javne ceste in uredili telefonsko omrežje.
Po osamosvojitvi Slovenije na področju do teritorialnih sprememb v Lescah ni prišlo in je še vedno krajevna skupnost v občini Radovljica.

## Osebnosti
- Ažbe Alojz (Hlebce, 30. 5. 1913 – Ledina, 11. 4. 1944). Borec NOB. Rojen Ani Ažbe v Hlebcah, kjer je tudi živel – pri Jurju, samski, zidar, delavec v železarni KID na Jesenicah. 19. 3. 1944 odšel v Planinčev (
- Mirko Kunčič, slovenski mladinski pesnik in pisatelj, se je rodil 12. decembra 1899 v Lescah na Gorenjskem.
- Antolin Rudi (Lesce, 16. 12. 1958). Nogometaš, sodnik, športni delavec. Aktivni igralec NK Lesce. Od leta 1977 tajnik NK Lesce. Nogometni sodnik od leta 1985, regijski sodnik od leta 1991, sodnik-pomočnik 1. SNL od leta 1997. Tajnik Medobčinske nogometne zveze Gorenjske v letih 1983-1990, član OI MNZG od leta 1986 in predsednik Društva nogometnih sodnikov Gorenjske od leta 1994. Tudi član komisije za mali nogomet pri ŠZ Radovljica in komisar za delegiranje sodnikov od leta 1995. Leta 1988 je prejel Priznanje MNZG z zasluge pri razvoju nogometa na Gorenjskem. Leta 1986 prejel priznanje NK Lesce ob 40. letnici kluba.
- Avsec Franc (Gotna vas pri Novem mestu, 20. 8. 1863 – Lesce, 9. 3. 1943). Župnik, konservator. Od leta 1919 vse do svoje smrti je bil župnik v Lescah. Risal je načrte cerkva, proučeval njihovo stavbno zgodovino in študiral konservatorsko problematiko. To je počel tako uspešno, da je bil že lata 1904 imenovan za častnega konservatorja dunajske Centralne komisije za varstvo spomenikov. Bil je zaupnik Deželnega konservatorskega urada za Kranjsko in nato Spomeniškega urada za Slovenijo. Pri svojem delu je zbral mnogo dragocenega gradiva, ki ga hranita Nadškofijski arhiv in Zavod RS za varstvo naravne in kulturne dediščine v Ljubljani. Del omenjenega gradiva se navezuje tudi na Lesce in okolico, kjer je marljivi župnik Avsec preživel zadnjih 24 let svojega življenja.
- Anton Čop se je rodil 19.6.1786 v Lescah. Bil je pravnik in sodnik, ki je v svoji karieri služboval kot apelacijski sodnik v Ljubljani, kot sodnik notranjeavstrijskega in primorskega apelacijskega sodišča v Celovcu in kot svetnik deželnega nadsodišča v Gradcu. Med bivanjem v naši prestolnici se je veliko družil s Francetom Prešernom, Matijo Čopom in drugimi slovenskimi kulturnimi delavci. Bil je eden najodločnejših podpornikov društva Slovenija.
- Anton Dežman –Tonček se je rodil 12.6. 1920 v Lescah. Bil je vojak, ki svojo vojaško pot začel kot aprilske vojne in prvoborec Jelovške čete. Bil je mitraljezec Cankarjevega bataljona in komandir oddelka v Dražgoški bitki, komandant Jelovškega, kasneje 7. Bataljona Gorenjskega odreda, od jeseni 1943 pa jedeloval kot poveljnik VOS in VDV. Po osvoboditvi je bil Titov gardist in komandant odreda posebnih enot. Svojo kariero je zaključil kot rezervni generalmajor JLA.

### Nove osebnosti
- Antolin Rudi (Lesce, 16. 12. 1958). Nogometaš, sodnik, športni delavec. Aktivni igralec NK Lesce. Od leta 1977 tajnik NK Lesce. Nogometni sodnik od leta 1985, regijski sodnik od leta 1991, sodnik-pomočnik 1. SNL od leta 1997. Tajnik Medobčinske nogometne zveze Gorenjske v letih 1983-1990, član OI MNZG od leta 1986 in predsednik Društva nogometnih sodnikov Gorenjske od leta 1994. Tudi član komisije za mali nogomet pri ŠZ Radovljica in komisar za delegiranje sodnikov od leta 1995. Leta 1988 je prejel Priznanje MNZG z zasluge pri razvoju nogometa na Gorenjskem. Leta 1986 prejel priznanje NK Lesce ob 40. letnici kluba.

- Avsec Franc(Gotna vas pri Novem mestu, 20. 8. 1863 – Lesce, 9. 3. 1943). Župnik, konservator. Od leta 1919 vse do svoje smrti je bil župnik v Lescah. Risal je načrte cerkva, proučeval njihovo stavbno zgodovino in študiral konservatorsko problematiko. To je počel tako uspešno, da je bil že lata 1904 imenovan za častnega konservatorja dunajske Centralne komisije za varstvo spomenikov. Bil je zaupnik Deželnega konservatorskega urada za Kranjsko in nato Spomeniškega urada za Slovenijo. Pri svojem delu je zbral mnogo dragocenega gradiva, ki ga hranita Nadškofijski arhiv in Zavod RS za varstvo naravne in kulturne dediščine v Ljubljani. Del omenjenega gradiva se navezuje tudi na Lesce in okolico, kjer je marljivi župnik Avsec preživel zadnjih 24 let svojega življenja.

- Ažbe Alojz (Hlebce, 30. 5. 1913 – Ledina, 11. 4. 1944). Borec NOB. Rojen Ani Ažbe v Hlebcah, kjer je tudi živel – pri Jurju, samski, zidar, delavec v železarni KID na Jesenicah. 19. 3. 1944 odšel v Planinčev (3.) bataljon Gorenjskega odreda, nato v Gregorčičevo brigado. Padel 11. 4. 1944 na Ledinah na Primorskem.

- Ažman Ivan (Hraše, 24. 01. 1889 - Hraše, 27. 11. 1943). Župan, posestnik. Leta 1933 je bil za župana izvoljen Ivan Ažman, posestnik iz Hraš št. 20, p. d. pri Medvedu. V tem letu je prišlo do združitve leške z begunjsko občino.

- Bajc Vasja (Ljubljana, 19. 1. 1962). Smučarski skakalec in trener, učitelj športne vzgoje. Rojev v Ljubljani, ob največjih uspehih je živel v Lescah. Državni reprezentant Jugoslavije v smučarskih skokih (udeleženec OI v Sarajevu 1984, kjer je bil 16. na mali skakalnici). Najboljša uvrstitev v svetovnem pokalu – 4. mesto leta 1984 v Harrachowu. Na izbirni tekmi v St Moritzu (za OI v Calgaryju 1988) je preskočil kritično točko in pristal v celem snegu. Namesto nastopa na OI je »dobil« mavčno oblogo od vratu do kolen. Na OI v Sarajevu je bil v odličnem položaju po prvi seriji, a v drugo niso počakali boljšega vetra, kar mu je odneslo olimpijsko medaljo. Kasneje pomočnik trenerja jugoslovanske vrste, trener v Španiji, trener na Japonskem (ob največjih uspehih), Češkem (trener skupnega zmagovalca svetovnega pokala Jande), danes trener ameriške ženske reprezentance (2015).

- Balantič Anton (Hraše, 1876 – Galicija, 1915). Vojak prve svetovne vojne. Padel v prvi svetovni vojni – leta 1915 v Galiciji. / Vir: Mirno spite vojaki …
- Balantič Mihael (Hraše, 1881 – Galicija, 1914-18). Vojak prve svetovne vojne. Padel v prvi svetovni vojni – v Galiciji. / Vir: Mirno spite vojaki …
- Bernard Jožef (Koritno, 25. 8. 1903 – Lesce, 4. 9. 1941). Žrtev vojne. Osnovno šolo je obiskoval v Ribnem, nato se je v Radovljici izučil za pletarja. Nekaj časa si je služil kruh s pletarstvom, kasneje se je zaposlil pri svojem bratu Jakobu, gradbeniku na Bledu. Z ženo sta težko preživljala štiri otroke, zato je po rednem delu pletel košare za prodajo. Stanoval je v cestni hiši pri blejskem mostu v Lescah. Po prihodu okupatorja v aprilu 1941 je bil mobiliziran v gradnji cestnega mostu čez Savo, ker je starega porušila umikajoča se jugoslovanska vojska. Ko so bila dela končana, je moral oditi z nemško firmo TODT na Ljubelj, kjer so postavljali lesene barake. Bil je napredno usmerjen in se je že pred vojno boril za delavske pravice in boljše socialne razmere. Leta 1939 je bil sprejet v članstvo KPS. Zaradi tega je bil v Lescah med prvimi, ki so bili maja 1941 povezani v vojaške trojke. Bil je med organizatorji odpora na Bledu in v sosednjih vaseh. Za njegov preveč odkrit nastop proti nacistom je izvedel gestapo. Aretirali so ga 25. 6. 1941 pri delu na gradbišču na Ljubelju. Zaprli so ga v zapore v graščini v Begunjah (z. š. 339). Kljub mučenju in obljubam gestapa, da bo s priznanjem rešil sebe in družino, ni klonil. Družino so junija 1942 izselili vRatsberg pri Erlangenu v Nemčijo. Po osvoboditvi se je vrnila domov. 4. 9. 1941 so ga kot talca ustrelili v Lescah. Spomenik je nasproti Fonove hiše v Lescah.

- Blažič Martin (Kožbana, 10. 11. 1910 – Porezen, 26. 4. 1945). Borec NOB. Rojen Antonu in Jožefi Beč Nozno pri Kožbani v Goriških Brdih, živel v Hrašah pri Lescah, samski, kmetijski delavec. Marca 1942 odšel v Kokrški odred pod Storžičem. Čas njegovega odhoda v brigade na Primorsko ni znan. Padel 26. 4. 1945 na področju Porezna na Primorskem.

- Bogataj Vinko (Brezovica, 04. 03. 1948). Smučarski skakalec, avtoprevoznik. Smučarski skakalec v letih 1962-1971, državni reprezentant v letih 1966-1971. Republiški mladinski državni prvak leta 1964, v letih 1965-1975 stalno med deseterico na DP. Svetovno znan po padcu na letalnici v Oberstdorfu leta 1970. Dve leti je bil trener v SK Stol Žirovnica (varovanec Franci Petek). Dobitnik priznanja Komisije za skoke pri SZJ za uspešno nastopanje v reprezentanci SFRJ. Njegov padec je najpogostejši posnetek smučarskih skokov, saj ga na ameriški TV postaji ABC vrtijo še danes (2014). Padec mu je prinesel tudi pot v »high society«, saj se je zaradi njega družil z največjimi svetovnimi zvezdami: Frank Sinatra, Elizabeth Taylor, Muhamad Ali, Mark Spitz …

- Bohinc Lovrenc (Lesce, 26. 8. 1920 - neznano). Borec NOB. Rojen Lovrencu in Ivani Kocijančič v Lescah, kjer je tudi živel – pri Majdneku, samski, mehaničarski pomočnik, delavec v železarni KID na Jesenicah. 26. 3. 1944 odšel v Planinčev 3. bataljon Gorenjskega odreda, nato v Gregorčičevo brigado. Kraj smrti in pokopa nista znana.

- Bohinc Rudi, p. d. Majdnek (Lesce). Gostilničar in posestnik. Rudi Bohinc je gostilno in posestvo Majdnek nasledil leta 1938. Po smrti žene Mimi leta 1990 je prenehal z gostilniško dejavnostjo. Bil je velik ljubitelj in poznavalec konj. V hlevu je imel vedno po več konj. Ukvarjal se je s posredovanjem pri nakupu in prodaji konj. Tako je imel v leški občini največ konj. Tudi po vojni se je še dolga leta ukvarjal s konji. Med turistično sezono je kočijažil na Bled in daljno okolico Lesc.

- Boštjančič Jernej (Lesce, 1755, 14. 1. 1818). Župnik. Najprej je bil vikar v Radolici, župnik v Lescah v letih 1806-1818. Bil je pobožen, svet mož. Spisal je leta 1783 knjižico: Katholshku Podvuzhenje od tih pervih dveh Sakramentov S. Kersta in S. Firme. Umrl 14. januarija 1818 ob pol osmih zjutraj med sveto mašo vsled mertvouda (Schleimschlag) star 63 let. Pokopal ga je mošenjski župnik Urban Ažbe.

- Brelih Ivan (Lesce, 1925 – Gladka/Rusija, 13. 12. 1944). Žrtev vojne. Živel v Lescah št. 69. V nemško vojsko je bil mobiliziran januarja 1943. Umrl je 13. decembra 1944 v kraju Gladka v Rusiji (vzhodno bojišče)

- Brence Davorin (Lesce, 1925 – Besarabija, 24. 7. 1944). Žrtev vojne. Živel v Lescah št. 63. V nemško vojsko je bil mobiliziran 1. 1. 1943. Izginil 24. julija 1944 nekje v Besarabiji.

- Brence Jernej (roj. 1965). Violinist. Violinist Jernej Brence (roj. 1965) je po študiju violine pri prof. Matiji Tercelju na ljubljanski Srednji glasbeni in baletni šoli nadaljeval študij violine na ljubljanski AG pri prof. Dejanu Bravničarju nato pa še na dunajski Univerzi za glasbo pri prof. Michaelu Frischenschlagerju in Josefu Sivu in ga zaključil l. 1995 z magisterijem. Izpopolnjeval se je pri A. Staaru, M. Russinu, E. Čugajevi in H. Fistru (viola). L. 1990 je izdal 12 študij in 16 etud za violino solo. Igra solistično in v različnih komornih sestavih, sodeluje pa tudi v naših in tujih mednarodnih glasbenih žirijah in vodi mojstrske tečaje za violino in violo v različnih državah. Kot solist je nastopal s Slovensko filharmonijo, orkestrom slovenske Opere in baleta, Komornim orkestrom slovenskih solistov, Zagrebško filharmonijo, Celjskim godalnim orkestrom, amsamblom Amadeus, orkestrom Festivala Bled, Neues Ensemble Linz in v komornih zasedbah doma in širom po Evropi. Posvečenih mu je več del slovenskih skladateljev, ki jih je tudi krstno izvedel. Snema tudi za Radio Slovenija in RAI . Od leta 1994 se uspešno ukvarja s pedagoškim delom na ljubljanski SGBŠ in v Avstriji, njegovi učenci pa so dobitniki številnih nagrad doma in v tujini. Brencetovo organizacijsko delo pa v zenitu njegovih prizadevanj pomeni umetniško vodenje Festivala BLED. Za svoje umetniško delovanje je prejel Častni znak Bleda, Priznanje Društev slovenskih in avstrijskih skladateljev, Priznanje Lorda Yehudija Menuhina, priznanje Združenja Fritz Kreisler na Dunaju , Betettovo nagrado in zlasti še številne odlične kritike v različnih medijih.

- Brence Matej (Hraše, 19. 9. 1856 – Sv. Gregor nad Sodražico, 18. 7. 1887). Pisatelj. Pravo je študiral na Dunaju. Bil je korektor pri Slovenskem Narodu. Od leta 1855 dalje je bil urednik Ljubljanskega lista. Leta 1880 je objavljal v Slovenskem narodu, Slovencu, pesmi tudi v Kresu, prozo pa v Zvonu. Uporabljal je psevdonim Nivalis. Od njegovih proznih del je zanimiva Blaga oporoka za katero je črpal iz življenja dijaškega dobrotnika Luke Knaflja. Dela: Blaga oporoka, Zvon 1880. Almora, Zvon 1880. Ultimo, Zvon 1880. [16]
- Brence Matevž (Hraše, 17. 09. 1812 – Hraše, 08. 07. 1878). Posestnik. Za novega župana Lesc je bil 7. januarja 1851 izvoljen dotedanji prvi županijski svetnik Matevž Brence, posestnik iz Hraš št. 11, p. d. Gromov. Na mesto prvega županijskega svetnika pa je bil izvoljen Janez Olifčič, posestnik iz Zapuž št. 2. Volilni protokol so podpisali vsi prisotni županijski svetniki. Zaprisega obeh izvoljenih predstavnikov je bila v nedeljo, 15. januarja 1851, v župnišču po popoldanskih litanijah. Župan Matevž Brence je uradoval v pisarni, ki jo je imel kar doma. Tako so postale Hraše tudi sedež županije Lesce. Brence je županoval do julija 1878.[17][18]

- Bric Ivan (Lesce, 1832 – Lesce, 28. 8. 1895). Sodni svetnik. Ivan Bric je opravljal poklic c. kr. svetnika deželnega sodišča in bil uradni predstojnik okrajnega sodišča v Radovljici.[19]

Žig C. kr. okrajnega sodišča (s podpisom okrajnega sodnika Brica) Radovljica, 1890
Osmrtnica Ivana Brica, 1894
- Bulovec Franc (Hlebce, 1896 – Rusija, 1916). Vojak prve svetovne vojne. Padel v prvi svetovni vojni – leta 1916 v Rusiji. / [21]
- Čop Anton, plemeniti (Lesce, 19. 6. 1786 – Gradec, 2. 8. 1865). Pravnik in sodnik. V Lescah št. 4 je bil rojen Juriju Čopu in Mini, roj. Gollmayer. Služboval je kot apelacijski svetnik v Ljubljani, sodnik notranjeavstrijskega in primorskega apelacijskega in kriminalnega sodišča v Celovcu in svetnik deželnega nadsodišča v Gradcu. Ob upokojitvi leta 1857 je dobil plemiški naziv von Tschopp. V času bivanja v Ljubljani je pripadal Smoletovemu krogu in se družil s Francetom Prešernom, Matijo Čopom in drugimi slovenskimi kulturnimi delavci. V Celovcu je bil leta 1848 edenprvih in najodločnejših podpornikov društva Slovenija. Do smrti je ostal zvest in odločen zagovornik slovenskih narodnih pravic. Umrl je 2. avgusta 1865 v Gradcu.[22]
- Čop Iztok]] (Kranj, 17. 6. 1972). Veslač, olimpijski zmagovalec. S Studenčic je doma najboljši slovenski veslač Iztok Čop. Rodil se je očetu Francu in materi Alojziji, roj. Dežman. Na največjih tekmovanjih je osvojil 16 medalj, temu dodal še šest uvrstitev na stopničke v skupnem seštevku svetovnega pokala v veslanju. Po zaključku kariere je bil po osvojenih medaljah najboljši slovenski športnik in tretji v vseh zgodovini (pred njim sta bila le Leon Štukelj in Miro Cerar), v letu 2015 pa je vse prehitela alpska smučarka Korošica Tina Maze.

Čop Iztok, veslanje (svet: 5.6.5.): OI '92 (Barcelona) - B: dvojec brez, OI 2000 (Sydney) - Z: dv. dvojec, OI 2004 (Atene) - S: dv. dvojec, OI 2012 (London) - B: dv. Dvojec. SP '91 (Dunaj) - S: dvojec brez, SP '93 (Roudnice) - B: dvojec brez, SP '94 (Indianapolis) - B: enojec, SP '95 (Tampere) - Z: enojec, SP '99 (St. Catharines) - Z: dv. dvojec, SP 2001 (Luzern) - S: enojec, SP 2002 (Sevilla) - S: enojec, SP 2003 (Milano) - B: enojec, SP 2005 (Gifu) - Z: dv. dvojec, S: dv. četverec, SP 2006 (Eton) - S: dv. dvojec, SP 2007 (München) - Z: dv. dvojec. (Evropa: 1.3.2.): SU '95 (Sv. pokal) - B: enojec, SU '97 (Sv. pokal) - Z: enojec, SU '99 (Sv. pokal) - B: enojec, SU 2000 (Sv. pokal) - S: dv. dvojec, SU 2001 (Sv. pokal) - S: enojec, SU 2003 (Sv. pokal) - S: enojec.
Iztok Čop – veslač, roj. 1972
- Črnologar Tonček (Lesce). Predsednik TD Lesce.Tonček Črnologar – predsednik TD[18]

- Dacar Frančišek (Črnivec, 10. 12. 1903 – Krnica, 15. 01. 1942). Borec NOB. Rojen Antonu in Apoloniji, roj. Baloh na Črnivcu pri Križneku. Živel v Lescah, poročen, zidar, delavec v Tovarni verig Lesce, predvojni komunist. 23. 6. 1941 odšel v ilegalno skupino v gozd Grofijo pri Črnivcu, nato v Jelovško četo Cankarjevega bataljona na Jelovico. Po dražgoški bitki določen za politično delo na terenu. Odšel na Poljane nad Jesenicami. Na cesti v Krnici ga je 15. 01. 1942 presenetila patrulja žandarjev iz postojanke v Gorjah. Da ga ne bi ujeli živega, se je sam ustrelil. Rana ni bila smrtna, trpljenja ga je rešil žandar Steiner z milostnim strelom. Pokopan je v skupnem grobu na grobišču talcev v Dragi.[17]
- Derling Alojz (Hlebce, 10. 12. 1913 – Zenica, 24. 6. 1981). Graditelj metalurških peči in inovator. Rodil se je Francu Derlingu in Rozaliji, roj. Murnik v Hlebcah št. 14. Po vrnitvi iz NOV delal v železarni na Jesenicah, od leta 1947 pa v železarni Zenica. Sprva je bil upravnik obrata za zidanje in vzdrževanje metalurških peči, leta 1960 pa je pod njegovim vodstvom nastalo specializirano podjetje za gradnjo in vzdrževanje industrijskih peči, dimnikov in vodnih stolpov ter za izdelovanje ognjevzdržnih materialov Vatrostalna v Zenici. Kot direktor in generalni direktor (1968-78) je podjetje strokovno in organizacijsko razvil do te mere, da je gradilo velike koksarniške in metalurške peči tudi v industrijsko razvitih državah. Prejel je številna domača in mednarodne priznanja in nagrade. Alojz Derling je avtor okoli 30 iznajdb, inovacij in racionalizacij. Po njem se imenuje patent derling, konstrukcija visečega oboka za martinovke, ki so jo uporabili kar v 17 razvitih državah. Umrl je 24. 6. 1981 v Zenici.[22]Alojz Derling – inovator, 1913-1981[18]

- Demšar Jernej (Železniki, 19. 8. 1875 – Lesce, 2. 4. 1961). Zdravnik, dermatoverenolog. Jernej Demšar, dr. med., je bil strokovni zdravnik za kožne in spolne bolezni v Ljubljani. Spisal je poljudno brošuro Spolne bolezni (Ljubljana, 1919). Umrl je 2. aprila 1961 v Lescah.[24]Jernej Demšar – dermatoverenolog, 1875-1961[25]

- Dežman Alojzij (Hlebce, 18. 5. 1923 – Tolmin, 18. 2. 1944). Borec NOB. Rojen Simonu in Mariji, roj. Ravnikar v Hlebcah, kjer je tudi živel – pri Jahaču, samski, zidarski pomočnik. Februarja 1943 mobiliziran v nemško vojsko. Ko je prišel domov na dopust je 7. 12. 1943 odšel v 4. četo Gorenjskega odreda, nato v Prešernovo in nazadnje v Bazoviško brigado. Padel 18. 2. 1944 v Tolminu na Primorskem.[17]
- Dežman Anton, p. d. Preželn (Lesce, 7. 6. 1860 – Lesce, 13. 12. 1932). Ptičar in čebelar. Dežmanov rod pri Preželu, na vasi v Lescah št. 8 je med starejšimi rodovi. Anton Dežma – Tone je bil rojen očetu Jožetu in materi Ani, roj. Ferjan. Tone je bil kmečki posestnik, čebelar, lovec in ptičar. Poleg poljedelstva se je ukvarjal z živinorejo. V hlevu je bilo vedno nekaj krav in konj. Tudi kočija je bila pri hiši. Rad je čebelaril, med je hranil kar v škafih. Bil je strasten lovec. Leta 1883 je bil od c. kr. Okrajnega glavarstva Radovljica imenovan za zapriseženega lovskega čuvaja v lovišču leške županije.[17]Anton Dežman – ptičar in čebelar, 1860-1932[18]

- Dežman Anton – Tonček (Lesce, 1893-1959). Predsednik KZ, zdravitelj konj. Po domače Preželnov iz Kravje doline. Delal je doma in priložnostna dela, dokler ni dobil zaposlitve v Tovarni verig Lesce. Delavci so Tončka poznali kot zabavnega in veselega. Jeseni 1923 so ga vključili v novoustanovljeno kulturno prosvetno društvo Svoboda. V letu 1925 je bil izvoljen za predsednika sindikata »Saveza metalskih radnika Jugoslavije«, podružnice Lesce. Po izteku mandata ni več aktivno organizirano delal v sindikatu. Bil je politično neopredeljen. Ves svoj čas je posvečal zdravljenju govedi in konj. Za to je imel prirojen dar. S pridobivanjem prakse pa je bil vedno bolj uspešen. Tudi med vojno so ga kmetje potrebovali. Nemška oblast mu dejavnosti ni preprečevala. V času, ko je bil zaprt v gestapovskih zaporih v Begunjah, so ga klicali na pomoč na graščinsko posestvo. Po vojni je nadaljeval z zdravljenjem konj. Poznali so ga daleč po okoliških vaseh. Posebno mazilo iz smole in zdravilnih zelišč je nabiral in kuhal sam. Ob ustanovitvi Kmetijske zadruge Lesce je postal njen predsednik. V času njegovega predsednikovanja so organizirali trgovino z poljskimi pridelki in drugimi artikli široke potrošnje. Leta 1954 so se manjše zadruge združile in Leška je bila priključena k radovljiški. Tonček je bil tudi čebelar, imel pa je tudi sadni vrt. Ukvarjal se je s cepljenjem in precepljenjem sadnega drevja. Po očetu Tonetu je bil tudi lovec. Leta 1949 je bil soustanovitelj LD Ribno. Kot dober poznavalec divjadi, njene gojitve in varstva, lovskih običajev, je rad učil mlade lovce. Prejel je znak za lovske zasluge Lovske zveze Slovenije.[17] Op.: Pogovor z njim v mapi »Gradnja 1945-60 / Radovljica in Lesce« (Glas, 20. 7. 1956). Anton Dežman, 1893-1959[26]

- Dežman Anton – Tonček (Lesce, 12. 6. 1920 – Radovljica, 1. 6. 1977). Narodni heroj. Svojo bojevniško pot je začel kot prostovoljec v aprilski vojni in prvoborec Jelovške čete. Bil je mitraljezec Cankarjevega bataljona in komandir oddelka v dražgoški bitki, komandant Jelovškega, kasneje 7. bataljona Gorenjskega odreda. Leta 1942 je postal član KPS, od jeseni 1943 pa je deloval kot poveljnik v enotah VOS in VDV. Po osvoboditvi je bil Titov gardist, komandant odreda posebnih enot in soustanovitelj vojaškega gradbenega podjetja Sarajevo. Leta 1955 je končal VVA JLA v Beogradu in nato služboval v ljubljanskem vojnem področju. Bil je nosilec reda narodnega heroja in partizanske spomenice 1941, svojo vojaško kariero pa je zaključil kot generalmajor JLA.[27]Anton Dežman Tonček – narodni heroj, 1920-1977[16]

- Dežman Ela (Lesce, 1898 – Lesce, 1984). Zdravilka. Po poroki z Alojzem Triplatom se je preselila v Lesce št. 31/A, ki je bilo za silo urejeno v nekdanji betonski ledenici hotela Triglav. Jela je bila znana zdravilka, ljudje so ji rekli ljudska zdravilka. Med vojno je zdravila le izjemoma. Pripravljala pa je zdravilo proti srbečici, ki ga je v velikih količinah oddajala partizanom. Večkrat so jo prišli iskat, da je šla zdravit partizane na položaje na Jelovico. Tudi sicer je sodelovala v narodno osvobodilnem gibanju. V avgustu 1943 je postala članica Vaškega odbora Slovenske protifašistične ženske zveze Lesce, kjer je delala do osvoboditve. Po vojni je k njej pričelo prihajati vedno več ljudi. Imela je več nabiralcev smrekove smole, pri kuhi mazila pa ji je pomagala Julka Benedičič. Da ne bi šel stari način zdravljenja v pozabo, je priučila Antonijo Torkar (zeličarstvo Prežla).[17] Ela Dežman (Triplatova Jela), zdravilka, 1898-1984[28]

- Dežman Jože (Lesce, 26. 6. 1955). Zgodovinar, muzealec, urednik in filozov. Študiral je na Filozofski fakulteti v Ljubljani in leta 1997 postal diplomirani zgodovinar in filozof. Od leta 1978 je zaposlen v Gorenjskem muzeju v Kranju. Od leta 2006 dalje je muzejski svetnik. V letih 2005-2010 je bil direktor Muzeja novejše zgodovine Slovenije. Je poročen in oče treh sinov. Ukvarja se z zgodovino, antropologijo, muzeologijo, muzejsko kritiko in raznovrstno publicistiko. Uredil je več zbornikov lokalne zgodovine in več drugih tematskih zbornikov. Pripravil je več kot 10 razstav in objavil več kot petsto prispevkov v zbornikih, strokovnem in dnevnem časopisju. Je redni sodelavec pri Delu, Večeru, Gorenjskem glasu, Albertu in Magu. Je pisec blogov na svetovnem spletu. Pripravil je več sto oddaj v seriji Moja zgodba na Radiu Ognjišče. Posveča se romarskemu središču na Brezjah. V letih 1993–2000 je urejal revijo Borec, v letih 1999–2001 pa revijo GG, predhodnico Gorenjske, priloge Gorenjskega Glasa. V letih 2001/2002 je vodil mednarodno soočenje komunističnega in nacionalsocialističnega totalitarizma v Avstriji in Sloveniji Razstavo si je v Sloveniji in Avstriji ogledalo več kot 25.000 obiskovalcev. Postavil je stalno razstavo o romarski kulturi pri Mariji Pomagaj na Brezjah. V Muzeju novejše zgodovine Slovenije je vodil projekte Hitlerjeva dolga senca, Enotni v zmagi – demokratizacija in osamosvojitev Slovenije, Slovensko meščanstvo 1848-1948 – od vzpona nacije do nacionalizacije, Fašizem in Slovenci – izbrane podobe, Huda jama – možnosti muzeološke prezentacije, Le vkup, le vkup uboga gmajna – preganjanje kmetov in kmečki upor v Sloveniji 1945-1955. V okviru stalne razstave Slovenci v XX. stoletju je postavil sobo Slovenija 1945-1960. Vodil je študijske krožke, npr. krožek Moč preživetja. Leta 2004 je vložil pobudo za začetek postopka za oceno ustavnosti Zakona o Zakona o žrtvah vojnega nasilja (ZZVN–UPB1) in Zakona o popravi krivic (ZPKri–UPB1), ki ji je Ustavno sodišče ugodilo. Nastopal je na znanstvenih srečanjih, predaval po Sloveniji, v Avstraliji, Avstriji, Italiji, Španiji, Veliki Britaniji in na Hrvaškem. Njegovo delo je sprožilo številne, tako pohvalne kot polemične, odzive. Svoja stališča je pojasnjeval v številnih intervjujih, televizijskih in radijskih omizjih. Od leta 2005 vodi Komisijo Vlade RS za reševanje vprašanja prikritih grobišč. Do leta 1998 je bil aktiven tudi v politiki. Bil je član Predsedstva RK ZSMS, član IO LDS, podpredsednik SO Radovljica, predsednik Komisije za ohranjanje in razvijanje revolucionarnih izročil pri RK ZSMS, predsednik OK ZSMS in OO LDS. [16] Josip Dežman – zgodovinar, roj. 1955[29]

- Dežman Jožef (Lesce, 13. 3. 1923 – Oblakova planina, 10. 8. 1942). Borec NOB. Rojen Antonu in Mariji, roj. Plemelj v Lescah, kjer je tudi živel – pri Preželnu, samski, zaposlen v Tovarni nogavic Slavka in Milke Šušteršič v Lescah. Bil je član podmladka Sokolskega društva Radovljica, dober telovadec, planinec in smučar. Junija 1940 je bil sprejet v SKOJ in postavljen za sekretarja skupine. Pred aretacijo gestapa je pobegnil in 28. 7. 1941 z bratom Tončkom odšel v partizane. Dodeljen je bil v četo Ilije Gregoriča poimenovana Jelovška na Vodiški planini na Jelovici. Bil je v vseh bojih Cankarjevega bataljona v Poljanski in Selški dolini, Rovtih in Dražgošah. Postal je štabni kurir Gorenjskega odreda. Padel je v bojih z okupatorjevo vojsko 10. 8. 1942 na Oblakovi planini. Pokopan je skupaj z neznanim borcem v družinskem grobu v Lescah.[17]
- Eržen Jakob (Lesce, 1915- Lesce, 1997). Politik. Jakob Eržen, po domače Jaka, je bil rojen v Lescah št. 12, nekdaj po domače pri Kramarju. Za mizarje se je izučil doma pri očetu in tu je tudi naprej delal in opravil mojstrski izpit. V Kraljevini Jugoslaviji je sodeloval v kulturno-prosvetnem društvu Svoboda, kasneje Vzajemnost Lesce. Igral in nastopal je pri tamburaših. Član odbora je bil od leta 1927 do razpusta društva. Po nemški okupaciji domovine se je opredelil za odporniško gibanje OF. Od maja 1941 je bil v vojaški grupi OF v Lescah, maja 1943 pa imenovan za sekretarja na ustanovljenem Vaškem odboru OF Lesce. V partizane je odšel junija 1944 na Okrajni odbor OF Žirovnica pod Stolom. Od tod je bil premeščen na Okrožni odbor OF Jesenice na Pokljuki, februarja 1945 pa je bil dodeljen Prešernovi brigadi na Primorsko. Po vojni je bil član Komisije za cenitev narodne imovine, poverjenik za trgovino in preskrbo OLO Jesenice, predsednik MLO Jesenice, tajnik OLO Radovljica, nato podpredsednik OLO Radovljica, načelnik za gospodarstvo OLO Radovljica, predsednik OLO Radovljica. V okrajnih ljudskih odborih na Jesenicah, v Radovljici in Kranju je imel vrsto odgovornih dolžnosti. Zatem je bil tudi namestnik direktorja Socialnega zavarovanja območja Kranj, ekspozitura Jesenice. Tudi na političnem področju je bil aktiven: od osvoboditve do leta 1961 je bil odbornik Okrajnega odbora OF, kasneje SZDL Jesenice, Radovljica in Kranj, seveda ne povsod naenkrat. Nekaj let je bil član občinskega komiteja in sekretariata Radovljica. Ne glede na veliko obremenitev v službi upravnih organov in v politiki je bil leta 1952 med obnovitelji kulturno- prosvetnega društva Svoboda Lesce in prvih sedem let njegov predsednik. Bil je predsednik okrajnega odbora Zveze prosvetnih društev in Svobod Radovljica do združitve s Kranjem leta 1955 ter član glavnega odbora Zveze Svobod in prosvbetnih društev LR Slovenije od ustanovitve do leta 1960. Organiziral je godbenike in v okviru društva ustanovil godbo na pihala. Po obnovi gospodarstva so se za potrebe delavcev pričeli graditi rekreacijski centri. Tudi v Lescah je sindikalna podružnica v Verigi predlagala gradnjo takega centra. Temu predlogu so se pridružili krajani, med katerimi je bil Jakob Eržen, ki je predlaga, naj se center zgradi pri Šobcu. Junija leta 1956 je bil med prostovoljci udarniškega dela, za najtežja zemeljska dela pa mu je uspelo pridobiti vojake in stroje iz garnizona JLA v Kranju. Leta 1958 je bil med pobudniki za ustanovitev Turističnega društva Lesce in kasneje več let njegov predsednik. Prizadeval si je za čim hitrejše pridobivanje članstva in organizirati razvoj turizma. Ob ustanovitvi Gorenjske turistične zveze, je postal njen podpredsednik, pozneje pa večletni predsednik. Dolgoletni član je bil v upravnem odboru in predsedstvu Turistične zveze Slovenije, večletni odbornik in delegat Turistične zveze Jugoslavije, predsednik v komisiji za camping turizem Slovenije. Brez dvoma ima za povojni nastanek in razvoj turizma v Lescah največ zaslug.[17] Jakob Eržen[18] (TD Lesce, 1999)

- Ferjan Vincenc – Cena (Ribno, 17. 7. 1911 – Unec, 8. 4. 1945). Dentist, borec NOB. Rojen Gabrijelu in Mariji, roj. Šušteršič v Ribnem pri Kumerdeju. Živel v Lescah, poročen, višji dentist. 15. 10. 1944 odšel v 2. brigado vojske državne varnosti (VDV) za brigadnega zobozdravnika. V spomladanski sovražni ofenzivi na Cerkljanskem dodeljen 4. ceti VDV. Ujet in ustreljen 8. 4. 1945 v vasi Unec pri Rakeku na Notranjskem. Pokopan v družinskem grobu na pokopališču v Lescah.[17]Oglas dentista Vincenca Ferjana, 1942[30]

- Fink Ivanka(Sv. Ana pod Ljubeljem, 2. 8. 1926 – Zabreška planina, 24. 4. 1944). Borka NOB. Rojena Kristijanu in Antoniji, roj. Janc pri Sv. Ani pod Ljubeljem. Živela v Lescah, samska pletilja v Tovarni nogavic Slavka in Milke Šušteršič Lesce. Marca 1944 odšla v Planinčev (3.) bataljon Gorenjskega odreda, nato dodeljena relejni kurirski postaji G – 17 v Zabreški planini pod Stolom. Padla 24. 4. 1944 ob Šušteršičevi lovski koči in je bila v njej z ostalimi padlimi soborci požgana. Pokopana v skupnem grobu na grobišču talcev v Dragi.[17]Spominska plošča na stavbi bivše tovarne Almira[31]

- Gandini Franc plemeniti (Lesce). Župnik. Dušno pastirstvo v Lescah je oskrboval v letih 1787-1791. Njegova dolžnost je bila tudi ta, da je imel za romarje vsako saboto pete Lavretanske litanije in da je obiskoval bolnike v Radolico.[32]
- Gašperšič Anton (Lesce). Operni pevec. Operni pevec in član Koroškega akademskega okteta.(Egi Gašperšič; Naš plamen kulture, Radovljica 1976, str. 24).[33]Jože Gašperšič (prvi z leve) kot član Koroškega okteta, 1959 koroski-akademski-oktet.si Anton in Jože Gašperšič v (zasedba vlog v Ariadni na Naksosu) Opera SNG v Ljubljani – Gledališki list, št. 3, 1957-58

- Gašperšič Jožef (Lesce). Operni pevec. Operni pevec in član Koroškega akademskega okteta. (Egi Gašperšič; Naš plamen kulture, Radovljica 1976, str. 24).[33]Anton in Jože Gašperšič v (zasedba vlog v Črnih maskah) Opera SNG v Ljubljani – Gledališki list, št. 2, 1957-58

- Gogala Anton pl. Leesthal (Lesce, 25. 5. 1780 – Trst, 9. 10. 1841). Sodnik. Mlajši polbrat goriškega nadškofa Jožefa Balanta se je rodil v Novi vasi št. 6 očetu Janezu in materi Barbari, roj. Fister. Med avstrijsko – francoskimi vojnami je prostovoljno vstopil v vojsko in se kot stotnik boril proti Francozom, a je kljub temu v času francoske vlade služboval kot sodnik pri tribunalu prve inštance v Ljubljani. Po odhodu Francozov iz Kranjske je postal svetnik deželnega sodišča v Ljubljani in sodeloval pri reorganizaciji sodne uprave na Kranjskem. Leta 1823 je postal apelacijski svetnik v Celovcu, 1832 pa predsednik deželnega sodišča v Rovinju. Od leta 1835 je bil predsednik deželnega sodišča v Trstu, kjer je bil povzdignjen v plemiški stan (pl. Leesthal). Umrl je 9. 10. 1841 v Trstu, kjer je tudi pokopan.[22]Plemiški grb rodbine Gogala pl. Leesthal, od 1835[34]

- Gogala Jožef(Bled, 25. 3. 1786 – Lesce, 2. 9. 1846). Župnik. V letih 1831-1846 župnik v Lescah, prej v Zasipu. Na grobnem spominku beremo: Hier harret der Auferstehung der sterbliche Leib des hochwurdinger Herrn Joseph Gogala, gewesenen Pfarrers in Lees, geboren in Veldes am 25. Marz 1786, gestorben am 2. September 1846. Umrl je za jetiko.[32]
- Gollmayer Anton - Simon (Lesce, 23. 10. 1749 – Ljubljana, 8. 6. 1822). Doktor prava, odvetnik deželnega glavarstva, svetnik deželnega sodišča. Bil je doktor prava in zapriseženi odvetnik deželnega glavarstva in pravi svetnik kranjskega deželnega sodišča v Ljubljani, kjer je imel hišo.[22]
- Golllmayer Janez (Lesce, 28. 12. 1757 – Ljubljana, 18. 5. 1803). Pravnik. Bil je ugleden odvetnik v Ljubljani in ljubljanski meščan.[22]
- Gollmayer Jernej (Hlebce, 23. 8. 1730 – Želimje, 17. 12. 1789). Lokalist. Rodil se je Juriju in Ani Gollmayer iz Hlebc. Za duhovnika je študiral v Ljubljani in služil po kranjskih in štajerskih župnijah ljubljanske škofije. Imel je izjemno odločen in že kar avtokratski značaj, zato med svojimi sodobniki ni bil priljubljen. Umrl je 17. 12. 1789 kot lokalist v Želimjah.[22]
- Gollmayer Jožef (Lesce, 13. 2. 1736 – Kranj, 22. 10. 1799). Duhovnik, komisar in dekan. Bogoslovje je končal na Dunaju in v Gradcu. Slovel je kot sposoben in učen duhovnik. Bil je komisar v Gornjem Gradu in dekan v Kranju, kjer je tudi umrl.[22]
- Gollmayer Jurij (Lesce, 15. 3. 1755 – Ljubljana, 10. 8. 1822). Stolni prošt, kanonik, ravnatelj. Najpomembnejši predstavnik leške rodbine Gollmayerjev je bil Jurij Gollmayer; duhovnik, vodja in notar škofijske pisarne, kanonik, ravnatelj semenišča in stolni prošt ljubljanski. Rodil se je Antonu Gollmayerju in Neži (Agnes), roj. Kapus. Bil je pristaš praktičnega janzenizma, sodeloval je s preroditeljema Japljem in Linhartom, ki mu je bil sošolec v ljubljanski gimnaziji. Gollmayerjeva Sveta maša inu keršansku premišluvanje za vsak dan iz Pisma je doživela 17 ponatisov in postala tipičen molitvenik kranjskih janzenistov. Za prirejanje biblijskih besedil se je zgledoval po Juriju Dalmatinu. Najverjetneje je prav po njegovi zaslugi prišlo do izjav ljubljanskega konsistorija v prid slovenizacije osnovne šole na kmetih (1805) in do predloga, da se na Kranjskem na deželi uvedejo samo slovenske knjige brez nemškega teksta (1818). Ustanovil je tudi štipendijo za tri dijake iz Gorenjske, ki so jo prvič podelili po njegovi smrti in je znašala na vsakega štipendista 44 goldinarjev letno. Jurij Gollmayer je umrl 10. Avgusta 1822 v Ljubljani.[22]
- Goričnik Janez (Lesce). Predsednik TD Lesce.[18]

- Goričnik Jožef (Studenčice, 1890 – Rusija, 1915). Vojak prve svetovne vojne. Padel v prvi svetovni vojni – leta 1915 v Rusiji. / Vir: Mirno spite vojaki …Del spomenika v Zabreznici[35]

- Grilc Ivan (Hraše, 7. 7. 1906). Trgovec, obrtnik. Rojen Antonu in Mariji Golmajer v Hrašah. Živel v Radovljici, poročen, trgovec-obrtnik. 20. 9. 1944 odšel v 1. četo 3. bataljona Vojkove brigade. Padel 2. 12. 1944 v Breznici pod Lubnikom. Pokopan v družinskem grobu na pokopališču v Radovljici.[36]
- Grossi Janez Miha (um. Železniki, 1816). Župnik. V Lescah je župnikoval v letih 1791-1802. Tega leta odide v Cerklje pri Kranju, od tu se poda 1814 v Železnike, kjer včaka leta 1816 zadnjo uro. V zidu tamošnje farne cerkve mu je vdelana v spomin plošča, katera nam pove, da je bil ranjki župnik oče revežev in ustanovnik šole (ozha teh ubogih, ustvarnik te sholle).[32]
- Hrast Matija (Livek, 25. 12. 1871 – Lesce, 21. 1. 1956). Krojač. Rodil se je na Tolminskem. Krojaškega poklica se je izučil v Gradcu in na Dunaju, vojaški rok je služil v Istri in Pulju, nato pa je že pred letom 1900 prišel v Lesce. Stanoval je pri Jurju in pričel s krojaško obrtjo. Dela je imel dovolj, zlasti s prodajo konfekcije delavcem pri gradnji železnice Jesenice-Gorica in bohinjskega predora. Poročil se je z Leščanko Jero Lah in leta 1906 sta zgradila lasten dom. V času kriznih časov je prodajal žganje iz lastne žganjekuhe. Matija je bil vesel in družaben mož. Poznali smo ga kot lovca, kinologa, polharja, šojarja, ptičarja, žabarja, gobarja in planinca. Pred drugo svetovno vojno je leščanom odkril lepote Taleža in od takrat je Talež znan in vedno bolj obiskan izletniški kraj.[18] (Alojz Kos) Matija Hrast – krojač, 1871-1956[18]

- Hudovernik Friderik (Lesce). Župnik. Službo župnika v Lescah je nastopil meseca februarija 1866. Obče spoštovani gospod je bil imenovan 1891 škofijskim duhovnim svetnikom in je sedaj častiti starosta Radoliške dekanije.[32]
- Humerca Andrej (Lesce, 28. 9. 1904 – Mrzla rupa, 1. 5. 1945). Borec NOB. Rojen Andreju in Mariji, roj. Baloh v Lescah, kjer je tudi živel – Andrejčkov, poročen, delavec v Tovarni verig Lesce. 26. 3. 1944 odšel v Planinčev (3.) bataljon Gorenjskega odreda, nato v Bazoviško brigado, pogrešan 1. 5. 1945 v Mrzli rupi v Trnovskem gozdu na Primskovem.[17]
- Iskra Ivan (Lesce, 1888 – Bukovina, 1914-18). Vojak prve svetovne vojne. Padel v prvi svetovni vojni – v Bukovini. / [21]
- Ivnik Martin (Lesce, 1919 – Rusija/vzhodno bojišče, 1. 1. 1943). Žrtev vojne. Živel v Lescah št. 85, soboslikar. V nemško vojsko je bil mobiliziran 1. januarja 1943. Padel 18. junija na bojišču v Rusiji (vzhodno bojišče).[17]
- Jenko Jožef (Lesce). Župnik. V letih 1818-1831 župnik v Lescah. Poprej je bil kapelan v Mengšu. Odšel je kot kanonik v Novo mesto.[32]
- Jug Albin (Solkan, 3. 2. 1912 – Bezovnica, 19. 11. 1941). Borec NOB. Rojen Jožefu in Mariji, roj. Jug v Solkanu pri Gorici na Primorskem. Živel v Hrašah, samski, cestni delavec. 28. 7. 1941 odšel v Jelovško četo Cankarjevega bataljona. Hudo ranjen v boju proti oddelku nemških telefonistov v postojanki na Češnjici v Selški dolini. Umrl 19. 11. 1941 v zaselku na Bezovnici. Pokopan v skupnem grobu pri Sv. Mohorju v Selški dolini.[17]
- Jurc Ivan (Lesce, 1890 – Galicija, 1914-18). Vojak prve svetovne vojne. Padel v prvi svetovni vojni – v Galiciji. / [21]
- Jurc Janez(Studenčice – pogrešan, 1914-18). Vojak prve svetovne vojne. Pogrešan v prvi svetovni vojni. / Vir: Mirno spite vojaki …
- Justin Franc – Štefan (Sv. Katarina, 21. 12. 1919 – Ljubno ob Savinji, 1. 5. 1945). Borec NOB. Rojen Apoloniji Štefe pri Sv. Katarini. Živel v Hlebcah pri Mulejščku, samski, kovaški pomočnik v Tovarni verig Lesce. 28. 7. 1941 odšel v Jelovško četo Cankarjevega bataljona, nato v Prešernovo brigado. Po prihodu brigade na Dolenjsko dodeljen v enote XIV. divizije. Udeleženec borbenega prihoda divizije na Štajersko. Padel 1. 5. 1945 v boju za Ljubno ob Savinji. Pokopan v skupnem grobu v Ljubnem ob Savinji.[17]
- Justin Matej dr. (Lesce, 1886 – Šentvid nad Ljubljano, 1974). Zdravnik. Rojen 1886 v Lescah, umrl 1974 v Šentvidu nad Ljubljano. Bil je zdravnik s privatno prakso v Kragujevcu in Šentvidu nad Ljubljano.[37]
- Kapus Janez (Studenčice, 1887 – Galicija, 1914). Vojak prve svetovne vojne. Padel v prvi svetovni vojni – leta 1914 v Galiciji. / Vir: Mirno spite vojaki …
- Kapus Jožef (Studenčice, 1890 – Budimpešta, 1915). Vojak prve svetovne vojne. Padel v prvi svetovni vojni – leta 1915 v Budimpešti. / [21]
- Kavčič Zlatko (Lesce). Bankir. Upravni odbor Združenja Manager je podelil priznanje za življenjsko delo na področju managementa na Januarskem srečanju, 15. 1. 2009 dolgoletnemu predsedniku uprave Gorenjske banke Zlatku Kavčiču. Delavnost je bila Zlatku Kavčiču položena v zibelko. Prve delovne izkušnje je še kot otrok nabiral v turizmu, s kitaro v roki pa je ljubezen do glasbe spravil tudi v vir zaslužka. Prvo redno službo v leški Verigi je zapustil po letu dni, ker ga ni dovoljobremenjevala. Zelo mlad je postal finančni direktor Almire, kjer so ga opazili občinski funkcionarji. Pri 24. letih je postal član izvršnega sveta občine Radovljica, štiri leta kasneje pa predsednik izvršilnega odbora temeljne banke Gorenjske. Po krajšem postanku v Alpdomu se je začela njegova aktivna pot v Gorenjski banki, ki ji je ostajal zvest 28 let. Najprej kot vodja poslovne enote v Radovljici, nato kot podpredsednik, zadnjih 18 let pa kot predsednik uprave. Pod njegovim vodstvom je Gorenjska banka dosegla odlične rezultate. Leta 2007 je dobiček po plačilu davka znašal dobrih 53 milijonov evrov, kar je bil najvišji dobiček banke v njeni 53-leti zgodovini. Angleška institucija Finance Central Evrope je Gorenjsko banko že šestkrat zapored razglasila za najboljšo banko v Sloveniji, Zlatka Kavčiča pa prav tako šestkrat za bankirja leta. Gorenjska banka je znana po svoji stroškovni učinkovitosti, leta 2007 je znašal delež stroškov v primerjavi z bilančno vsoto poldrugi odstotek, kar je krepko ne samo pod slovenskim, temveč tudi evropskim povprečjem. Produktivnost zaposlenih, merjena z bilančno vsoto na zaposlenega, je za 18 odstotkov višja od povprečja bank v državi, tudi donosnost kapitala z 18,5 odstotki presega slovensko in evropsko povprečje. Zlatko Kavčič je bil gonilna sila samostojnega razvoja Gorenjske banke, ki se je leta 1996 odcepila od Nove Ljubljanske banke. Od takrat deluje kot samostojna delniška družba v lasti gorenjskih podjetij, predvsem kranjske Save in Merkurja. Zlatko Kavčič je v svoji karieri prejel okoli 20 priznanj in opravljal blizu 70 različnih funkcij. Pravi, da se drevo, ki nima korenin, posuši, zato je svoj prosti čas namenjal predvsem svojemu kraju. Že pri 16. letih je postal predsednik rokometnega kluba Radovljica, predvsem pa se je angažiral kot predsednik sveta krajevne skupnosti in predsednik Turističnega društva Lesce, ki se ponaša z enim najboljših slovenskih in evropskih kampov Šobec. V gorah je rad poleti in pozimi, že deset let pa večkrat prime za krmilo jadrnice. Zlatko Kavčič je mnoge presenetil, ko se je maja lani, po 40 letih delovne dobe, upokojil. Aktiven pa ostaja v nadzornih svetih Gorenjske banke, Skupne pokojninske družbe in Gorenjskem glasu. In seveda v svojem kraju. Zlatko Kavčič, legenda slovenskega bančništva. / Vir: Združenje manager (Utemeljitev priznanja za življenjsko delo 2008: Zlatko Kavčič) Zlatko Kavčič – bankir[18]

- Kejžar Franc(Studenčice, 1898 – Spittal, 1917). Vojak prve svetovne vojne. Padel v prvi svetovni vojni – leta 1917 v Spittalu. / [21]
- Knez Rudolf(Loke pri Zagorju, 15. 4. 1888 – Lesce, 18. 4. 1952). Učitelj, ravnatelj. Rudolf Knez se je rodil 15. aprila 1888 na Lokah pri Zagorju ob Savi. Po končani osnovni šoli je obiskoval gimnazijo, nato pa učiteljišče v Ljubljani. Leta 1907 je napravil zrelostni izpit za učitelja. Kot učitelj je služboval nekaj časa v Šmihelu pri Novem mestu, Podgradu pri Novem mestu, v Št. Vidu pri Lukovici, v Ložu in Igu pri Ljubljani. 15. 11. 1929 je bil imenovan za šolskega upravitelja osnovne šole v Lescah. Rudolf Knez je veliko prispeval k dvigu kulturno-prosvetnega življenja v Lescah. Pred njegovim prihodom je v kraju vladalo popolno kulturno mrtvilo, saj v kraju ni bilo nobene dvorane. Ko je Rudolf Knez prišel na šolo, so se začele priprave na gradnjo novega šolskega poslopja. Kot tajnik in nekaj časa tudi blagajnik gradbenega odbora je vložil ves svoj trud v gradnjo šolskega poslopja, ki naj bi postalo tudi središče kulturnega delovanja v Lescah. V okviru novega šolskega poslopja so krajani Lesc dobili tudi dvorano za razne kulturne prireditve. Med vojno je najprej gestapo Rudolfa Kneza zaprl v Begunje, nato premestil v Št. Vid pri Ljubljani in ga skupaj z družino izselil v Srbijo. Po vojni se je vrnil v Lesce in ostal šolski upravitelj do svoje smrti. 18. aprila 1952 so se učenci, učitelji in ostali krajani na pokopališču v Lescah poslovili od dolgoletnega šolskega upravitelja Rudolfa Kneza.[38]j[39]

- Korošec Ivanka (Lesce, 1947). Ivanka Korošec (dekliški priimek Jurc) je bila rojena leta 1947 v Lescah, kjer tudi živi in ustvarja. Poklicno pot je opravila v leški Verigi kot ekonomska tehnica. Vendar je že v šolskih letih v njej tlela pisateljska žilica. Že leta 1970 je začela objavljati krajše sestavke v različnih revijah, sledili so daljši podlistki (Izza delovne mize) in potopisne reportaže s potovanj, potem pa so prišla na vrsto tudi knjižna dela (Poti v znano, Preprosto je najlepše, Majhna sem bila). Sodelovala je pri zbirki pripovedi Zlata lestev do nebes in v zbornikih ljudskih piscev upokojencev Slovenije. Objavlja v Ognjišču, Družini, Planinskem vestniku, Vzajemni, v vsakoletni Družinski pratiki, Poštnih razgledih itd. V Lescah skoraj ne mine dogodek, o katerem ne bi napisala prispevek za Deželne novice. Njeni prispevki odražajo njeno veliko poznavanje razmer in vpetost v dogajanja v kraju. Poleg tega običajno dogodek opremi tudi z lastnimi fotografijami. Za svoje delo je leta 2015 dobila priznanje - plaketo Krajevne skupnosti Lesce.[40]Ivanka Korošec - publicistka, roj. 1947[41]

- Korošec Viktor (Spodnji Otok, 1. 1. 1920 – Draga, 4. 12. 1944). Borec NOB. Rojen Antonu in Mariji, roj. Rot na Spodnjem Otoku. Živel v Hlebcah, samski, mesarski pomočnik, delavec železarne KID na Jesenicah. Leta 1943 mobiliziran v nemško vojsko. Spomladi 1944 prišel na dopust in odšel v Planinčev (3.) bataljon Gorenjskega odreda, nato za intendanta v širši štab Kokrškega odreda. Padel 4. 12. 1944 v Dragi. Pokopan v skupnem grobu na grobišču talcev v Dragi.[17]
- [[Koruza Jožef (Erzelj, 23. 4. 1910 – Pasja ravan, 27. 12. 1941). Borec NOB. Rojen Alojziju in Ivani, roj. Kobal na Erzelju na Primorskem. Živel v Hrašah, samski, delavec v Tovarni verig Lesce. 28. 7. 1941 odšel v Jelovško četo Cankarjevega bataljona. Padel 27. 12. 1941 pod Skoblovo bajto na Bukovem vrhu pod Pasjo ravnijo v Poljanski dolini, kjer je tudi pokopan.[17]
- Kosec Primož (1802 – Lesce, 14. 7. 1865). Župnik. Župnik v Lescah v letih 1857-1865. Prišel je iz Poljan pri Loki. Škofijstvo ga je izmed 15 prosilcev priporočilo primo loco (na prvem mestu) zaradi vsestranskih dobrih lastnosti. Nad njegovim grobom je napis: Tukaj počiva častiti gospod Primož Kosec, fajmošter Leški, umrl 14. julija 1865, star 63 let.[32]
- Krek Uroš (Ljubljana, 21. 5. 1922 – Lesce, 2008). Skladatelj. Eden najvidnejših sodobnih slovenskih skladateljev je bil rojen v Ljubljani, živel in ustvarjal pa je v Lescah. Kot pretežno instrumentalni skladatelj se je ravnal po načelih neoklasicizma (Prokofjev, Britten), a se hkrati ni izogibal prijemov novejših kompozicijskih iskanj. Največ se je posvečal orkestralni glasbi, več del je posvetil tudi komorni glasbi, medtem ko je bila vokalna glasba pri Kreku nekoliko v ozadju. Pisal je tudi filmsko, scensko in radijsko glasbo. Od leta 1985 je bil redni član SAZU.[22]

Uroš Krek – skladatelj, 1922-2008
- Kristan Jožef (Hlebce, 1886 – Bukovina, 1914-18). Vojak prve svetovne vojne. Padel v prvi svetovni vojni – v Bukovini. / [21]
- Kristan Vinko (Hlebce, 13. 7. 1900 – Bari, 17. 4. 1945). Borec NOB. Rojen Jožetu in Mariji, roj. Valant v Hlebcah, kjer je tudi živel – pri Blažetu, poročen, zidar, delavec v Tovarni verig Lesce. 19. 3. 1944 odšel v Planinčev (3.) bataljon Gorenjskega odreda, nato v Gregorčičevo brigado. Zaradi vojnih naporov hudo zbolel. Poslan v bolnico v Barleto, v Bari v Italijo, kjer je 17. 4. 1945 umrl.[17]
- Kunčič Mirko (Lesce, 11. 12. 1899 – Buenos Aires, 3. 11. 1984). Mladinski pisatelj. Otroški in mladinski pisatelj Mirko Kunčič se je rodil Jožefu Kunčiču in Ceciliji roj. Klančnik v Lescah št. 4. Urejal je mladinsko prilogo in otroški kotiček v Slovencu in objavljal mladinsko leposlovje tudi v drugih časopisih. Med 2. Sv. vojno je bil tiskovni referent na Magistratu v Ljubljani (1943-44). Izdal je več knjig pravljic, pripovedi, pesmi in iger za mladino; najbolj znane so Triglavske pravljice in Triglavska roža. Po vojni je postal politični begunec in od leta 1948 živel v Argentini, kjer je poleg ponatisov izdal tudi nova mladinska besedila. Njegove pesmi so izšle v antologiji Pisani vrtiljak (1969) in v učbeniku za slovenske šole v Argentini Zdomski živ-žav (1968). Umrl je 2. 11. 1984 v Buenos Airesu.[22]

Mirko Kunčič – mladinski pisatelj, 1899-1984
- Langus Peter (Lesce, 17. 7. 1914). Borec NOB. Rojen Janezu in Frančiški, roj. Legat v Lescah – Španov. Živel v Žirovnici, poročen, delavec v tovarni KID na Jesenicah. Junija 1942 odšel v Jeseniško četo Gorenjskega odreda. Ranjen in ujet na Rodinah. Zaprt v zaporih v Begunjah. Rana v glavo mu je povzročila težko govorno napako. Zdravil ga je zdravnik kaznilniške ambulante dr. Janez Šarec. Po njegovem navodilu se je delal nemega. Osebje zapora ga je klicalo »Luka«. Decembra 1943 je gestapu uspelo odkriti pravo ime in podatke o »Luki«. 24. 1. 1944 ustreljen kot talec v Šenčurju. Pokopan je v XII. Skupnem grobu na grobišču talcev na graščinskem vrtu v Begunjah.[17]
- Legat Anton – Legatov Tonček (Naklo, 10. 5. 1897 – Lesce, 8. 6. 1986). Tovarnar, barvar. Zaposlen je bil kot pletilni mojster pri pletilstvu nogavic Slavka in Milke Šušteršič v Lescah. Leta 1938 je na Lipcah zgradil svojo Tovarno nogavic Anton Legat, Lesce, št. 103. Imel je tudi barvarno. Z ženo Rezi sta bila člana igralske skupine pri kulturno-prosvetnem društvu Svoboda, kasneje Vzajemnost Lesce. Igral je večinoma vesele vloge. Samo, da je prišel na oder, so se ljudje že smejali. Meseca maja 1941 je bil vključen v vojaško grupo OF, meseca junija 1943 pa v gospodarsko komisijo. Poleg denarja je dajal tudi tekstilne izdelke. Anton Legat je večje količine sanitetnega materiala prejemal ves čas od Marije Zamida, lastnice lekarne na Bledu. Veliko sanitetnega materiala je dobival od žene policijskega zdravnika dr. Gebaverja, Dunajčana. Poklonila je tudi radioaparat. Nameščen je bil v enem izmed bunkerjev v tovarni. Bunkerji so bili prirejeni tako, da so se v njih lahko tudi skrivali. V prostorih tovarne so bili sestanki odbora OF, gospodarske komisije, javke za kurirje, veze terenskih organizatorjev OF s predstavniki rajonskega, okrajnega in okrožnega komiteja KPS. V spomin na to dogajanje je krajevna organizacija ZB NOV Lesce 15. avgusta 1965 postavila spominsko znamenje s posvetilom. Po vojni je bil pet let predsednik občine v Lescah, 1948. leta so mu tovarno podržavili in tako je opustil nogavičarstvo. Dve leti je bil direktor Čokolade, nato se je upokojil. V začetku turizma pri Šobcu je bil tamkaj šest let upravnik.[17] Op.: Anton Legat je imel sina, kakopak Antona (1929-2002). On je bil tretji »Legatov Tonček«. Anton Legat – tovarnar in barvar, 1897-1986[44]</ref> Legat Anton – Legatov Tonček (???, 5. 8. 1903 – Lesce, 26. 7. 1959). Rejec konjev. Legatov Tonček je bil legenda. Njegove prigode so še žive. Žive svojsko življenje, saj krožijo med ljudmi v novih in novih inačicah. Zgodbo o obešanju poznajo vsaj do Kranja, zgodba, kako je pretental Bohinjce, ki so mislili, da jih je obiskal sam etiopski cesar Haile Selasie (20. oktobra 1935), pa je lani ob 80. letnici ponovno doživela nekaj časopisnih objav.[18] in DAR Legat Anton – Legatov Tonček[45][46] Levo: Legatov Tonček kot »Haile Selasie« v Bohinju Desno: Leščan Anton Legat – Legatov Tonček s plemenskim žrebcem

- Legat Franc (Lesce). Posestnik, hotelir. Pomemben posestnik je bil Franc Legat iz Lesc, ki je imel okoli leta 1826 na območju Radovljiške ravnine 52 celih in eno polovično parcelo, ki so skupaj merile nad 32 ha. Legatovi so bili tudi lastniki imenitnega Hotela Legat nasproti železniške postaje v Lescah.[47]
- Legat Ivan (Lesce, 1794 – Lesce, Lesce, 23. 11. 1850). Posestnik. Za prvega župana Lesc je bil izvoljen Ivan Legat, posestnik iz Lesc št. 14. Umrl je med potekom mandata 23. novembra 1850, star 56 let.[48]
- Legat Jurij (Lesce, 18. 9. 1925). Nogometaš. Rojeni Leščan, danes Radovljičan Jurij Legat (Jurij Legat, roj. 18. 9. 1925 je bil dolgoletni vratar NK Lesce) se takole spominja začetkov delovanja nogometnega kluba v Lescah: “Moj oče Anton Legat je bil župan v Lescah. Podpiral je naša prizadevanja, da bi se v Lescah pričeli resneje ukvarjati z nogometom. “Kar začnite delati, pa bomo potlej videli, kaj se da narediti,” mi je rekel, ko sem ga prosil za pomoč. In res smo pljunili v roke. Fantje iz Lesc in okolice smo iz tedna v teden dvakrat tedensko z lopatami in grabljami ravnali teren, ga teptali in nato utrjevali z ročnim valjarjem. Starejši so ves čas nadzorovali naše delo, nismo mogli delati kar v tri dni. Ko je oče videl, da mislimo resno, je »zrihtal« bager, ki ga je bilo leta 1946 še zelo težko dobiti. S strojem so odkopali odtoke, igrišče pa je zdržalo vse do obnove leta 2009, torej več kot 60 let. Tudi to je dokaz, da smo zares dobro opravili svoje delo. Prva predsednika kluba sta bila moj oče in Franc Vovk, vodja vajencev v tovarni “Veriga”, ki sta se vsaki dve leti zamenjala na čelu kluba. “Veriga” je pomagala klubu s tovarniškim kombijem, ki nam je bil vedno na razpolago. Z njim smo po dolgem in počez prekrižarili vso Slovenijo.” (vir: pogovor avtorja Jureta Sinobada z g. Jurijem Legatom, 07. 07. 2011).[49]
- Magušar Janko (Kranj, 26. 4. 1914 – Pivka, 9. 5. 1944). Borec NOB. Rojen Francu in Pavli, roj. Pogačnik v Kranju. Živel v Lescah – pri Peku, samski, ključavničar v Tovarni verig Lesce. 26. 3. 1944 odšel v Planinčev (3.) bataljon Gorenjskega odreda, nato v Bazoviško brigado. Padel 9. 5. 1944 v Pivki na Krasu, kjer je tudi pokopan.[17]
- Meršol Anton (Hraše, 1876 – Ruska fronta, 1915). Vojak prve svetovne vojne. Padel v prvi svetovni vojni – leta 1915 na ruski fronti. / Vir: Mirno spite vojaki …
- Mežnaršič Franc  (Novo mesto, 23. 10. 1916 – Peračica, 23. 10. 1943). Žrtev vojne. Rojen Francu in Mariji Črnetič v Novem mestu, živel v Lescah – pri Jegliču, samski, mehanik, šofer. 23. 10. 1943 s tovornjakom prevažal inventar iz orožniške postaje v Lešah na Brezje. Pri Štantarjevem hlevu pri Peračici ga je napadla Kranjska (3.) četa. Šofer in orožniki spremljevalci so bili ubiti, tovornjak s tovorom pa zažgan. Pokopan na pokopališču v Lescah.[36]
- Mulej Alojzij (Studenčice, 14. 5. 1924 – Žiri, 4. 1. 1944). Borec NOB. Rojen Francu in Mariji, roj. Zupan na Studenčicah, kjer je tudi živel – pri Žbatu, samski, ključavničarski pomočnik v Tovarni verig Lesce. Januarja 1943 mobiliziran v nemško vojsko, prišel na dopust in julija 1943 odšel v Pokljuški 2. bataljon Gorenjskega odreda, nato v Vojkovo brigado. Padel 4. 1. 1944 v Žireh v Poljanski dolini. Pokopan v družinskem grobu na pokopališču na Breznici.[17]
- Mulej Alojz (Studenčice, 27. 6. 1906 – Idrija, 11. 4. 1944). Borec NOB. Rojen Jožefu in Frančiški, roj. Meršol na Studenčicah – pri Muleju, kjer je tudi živel, samski, kmet. 16. 3. 1944 odšel v Planinčev (3.) bataljon Gorenjskega odreda, nato v Gregorčičevo brigado. Padel 11. 4. 1944 v ledinski ofenzivi na Spodnjem Vrsniku nad Idrijo.[17]
- Mulej Franc (Studenčice, 16. 9. 1887 – Studenčice, 26. 6. 1944). Žrtev vojne. Rojen Francu in Mariji, roj. Zupan na Studenčicah, kjer je tudi živel – pri Žbatu, poročen, kmet, sodelavec OF, oče štirih partizanov. 26. 6. 1944 so ga belogardisti iz leške postojanke ustrelili pri delu na studenškem polju pri Topolih. Pokopan v družinskem grobu na pokopališču na Breznici.[17]
- Murnik Miloš (Lesce, ??? – Rusija/vzhodno bojišče, 1944). Živel v Lescah. V nemško vojsko mobiliziran 1943. leta. Padel 1944. leta v Rusiji (vzhodno bojišče).[17]
- Novak Albin (Dole pri Litiji, 24. 3. 1926). Pilot in upravnik ALC. Albin Novak – drugi upravnik v zgodovini ALC Lesce, pilot v kmetijskem letalstvu in pormetni pilot v JAT-u, graditelj replik Edvarda Rusjana, človek, ki je obnovil »čavko«, »mačko«, »bebico« in PO-2, bil je navdušen maketar, ki je karieri prometnega pilota (1971-1986) še osemnajst let letel kot amater. V zraku je preživel 14.000 ur, opravil je 36.000 letov, letel je z 42 različnimi letali.[50]Albin Novak – pilot in upravnik ALC, roj. 1926[51]

- Novak Nada (ALC Lesce). Pilotka. Nada Novak je bila ena redkih jugoslovanskih pilotk, ki je do upokojitve obdržala vsa letalska dovoljenja in je bila profesionalka do upokojitve. Bila je najbolj znana letalska inšpektorica v nekdanji skupni državi in tudi izvrstna pilotka in dobra učiteljica letenja. Nada je začela svojo letalsko v pilotski šoli v Rumi, svoje zadnje dejanje v letalstvu pa je opravila 9. novembra 1979 na Ptuju.[52]Nada Novak – pilotka in upravnica ALC[51]

- Olip Pavel (Radovljica, 25. 01. 1902 – Lesce, 09. 02. 1980). Župan. Pavel Olip je bil rojen pri Srednjeku v Radovljici – Pod mestom št. 45. V Lesce je prišel leta 1929 (k materi Mariji Pernuš, roj. Olip), da bi pomagal v gostilni pri Kojcu. Bil je napreden domoljub. Pripadal je jugoslovanski nacionalni stranki in bil član levega krila Sokola. V času njegovega županovanja je občina opazno gospodarsko in socialno napredovala. Podpiral je razvoj turizma in športa, predvsem zimskega. Bil je socialno čuteč, vsem slojem prebivalstva dostopen in spoštovan vaški veljak. V Leški županiji se je pred prvo svetovno vojno in po njej uveljavljala politika samostojne kmečke stranke, med županovanjem Pavla Olipa pa postopoma že tudi politika JNS (Jugoslovanske nacionalistične stranke). 7. 5. 1941 ga je gestapo aretiral in zaprl v zloglasne zapore v graščini v Begunjah. Iz zaporov je bil odpeljan v zbirno taborišče za izselitev v škofove zavode Šentvid nad Ljubljano. Domov se je vrnil spomladi leta 1942 in delal doma. Maja 1942 je bil vključen v vojaško grupo OF petih mož, ki jo je vodil Janko Jurc. Maja 1943 je postal član gospodarske komisije pri Vaškem odboru OF Lesce. V začetku septembra 1944 je uspel, preden bi ga aretirali domobranci iz postojanke v Lescah pobegniti v partizane, kjer je bil dodeljen Pokrajinski gospodarski komisiji za Primorsko, s sedeži Trebuša, Čepovan in Cerkno. Po osvoboditvi domovine se je julija 1945 vrnil domov. Zaposlil se je v pivovarni Union Ljubljana, v obratu zalog in polnilnice piva v Lescah. Po letu 1961 je delal pri kmetijski zadrugi Lesce. Upokojen je bil leta 1964. Bil je član KS Lesce. Zaupano mu je bilo vodenje novega pokopališča in mrliških vežic. Več let je bil predsednik Planinskega društva Radovljica, odbornik društva RKS in Vodovodne skupnosti Radovljica. Pavel Olip je s svojim znanjem in izkušnjami veliko prispeval k povojnemu napredku v Lescah. Dejaven je bil, dokler mu je to dopuščalo zdravje. Umrl je 9. Februarja 1980.[17] Pavel Olip – župan, 1902-1980[53][54]

- Padovan Benedikt (Števerjan, 27. 5. 1914 – Mošenjska planina, 13. 1. 1942). Borec NOB. Rojen Karlu in Alojziji, roj. Lipic v Števerjanu – pri Podvanavnih v Ščednu. Živel v Hrašah, samski, cestni delavec. 28. 7. 1941 odšel v Jelovško četo Cankarjevega bataljona. Udeleženec dražgoške bitke. 13. 1. 1942 padel na Mošenjski planini na Jelovici. Pokopan v grobnici padlih borcev v grajskem parku v Radovljici.[17]
- Pavlin Leopold (Sv. Jurij pod Kumom, 1. 9. 1905). Borec NOB. Rojen Francu in Mariji, roj. Kavšek, pri Sv. Juriju pod Kumom. Živel v Hlebcah, poročen, kovač, delavec v železarni KID na Jesenicah. 19. 3. 1944 odšel v Planinčev (3.) bataljon Gorenjskega odreda, nato v partizansko enoto na Dolenjsko za bolničarja. Padel 11. 12. 1944 pri Mirni pri Trebnjem na Dolenjskem. Pokopan v družinskem grobu na pokopališču v Lescah.[17]
- Pernuš Ivan (Lesce, 8. 8. 1881 – Lesce, 9. 3. 1925). Gostilničar. Ivan Pernuš je skupaj z ženo Marijo Olip, leta 1911 začel delati v skladišču Villacher piva. Skladišče sta kmalu prevzela, zgradila novo hišo in pred letom 1925 odprla novo gostilno s skladiščem in polnilnico piva. Gospodar je leta 1925 umrl in podjetje je prevzela Marija Olip-Pernuš. Pri poslih ji je pomagal sin, zato se je podjetje preimenovali v Pernuš-Olip.[55] Pernuš Ivan – gostilničar, 1881-1925[56]

- Pernuš Joža (Lesce, 13. 11. 1826 – Lesce, 8. 3. 1916). Zidarski mojster. Umrl je 10. t. m. v Lescah v visoki starosti 91 let hišni posestnik in zidarski mojster Josip Pernuš, eden zadnjih Radeckijevih veteranov. Bil je do zadnjega vedno čil in kaj rad pripovedoval, kako so pod očetom Radeckijem mlatili „Polentarje". Večkrat je izrazil željo, da bi dočakal še konec sedanje vojne, posebno bi še rad slišal, kako naši zopet marširajo v „Majlont", kakor on svoje dni. Bil je čvrst gorenjski original in naroden mož. Sava, 11. 03. 1916 Nagrobnik Pernuševih-Olipovih v Lescah[57]

- Petek Franci (Jesenice, 15. 6. 1971). Smučarski skakalec. Rodil se je v jeseniški porodnišnici, Leščanoma Francetu Petku in Marijani, roj. Resman. Skakati je začel pod vodstvom Franca Legata, trenerja in gonilne sile Skakalnega kluba »Stol«, ki ima v Glenci nad Breznico dve manjši skakalnici iz umetne mase. Leta 1991 je postal svetovni prvak v smučarskih skokih in bil izbran za najboljšega športnika Slovenije. Enkrat je zmagal tudi na tekmi za svetovni pokal in bil šestkrat državni prvak SFRJ. Za svoje športne uspehe je prejel Bloudkovo nagrado, po koncu športne kariere pa se je posvetil geografski znanosti.[22]Franci Petek – smučarski skakalec[58]

- Petrač Valentin – Peter (Kropa, 19. 12. 1925 – Žirovnica, 25. 4. 1944). Borec NOB. Rojen Lenartu in Katarini, roj. Zupan v Kropi. Živel v Lescah, samski, ključavničarski vajenec v železarni KID na Jesenicah. Od maja 1943 član vaške skupine SKOJ-a, od marca 1944 član vaškega tajništva ZSM in član KP Lesce. Zadnje dni marca 1944 odšel v Planinčev (3.) bataljon Gorenjskega odreda. Ranjen 24. 4. 1944 pri smokuškem mostu v Žirovnici. Ubit 25. 4. 1944 v odkritem zavetišču ranjencev pod Vorglčom pod Stolom. Pokopan v skupnem grobu na grobišču talcev v Dragi.[17]
- Podgornik Rajmund – Rajko (Huda južna, 25. 8. 1912 – Franja/Cerkno, 5. 10. 1944). Borec NOB. Rojen Mihaelu in Mariji, roj. Šuligoj v Hudi južni v Baški grapi. Živel v Hlebcah, avtomehanik, delavec v železarni KID na Jesenicah. 26. 3. 1944 odšel v Planinčev (3.) bataljon Gorenjskega odreda, nato v partizansko enoto na Primorsko. V Trnovem dobil pri eksploziji smodnika hude opekline. Umrl 5. 10. 1944 v partizanski bolnici Franja. Pokopan v družinskem grobu na pokopališču v Šmihelu pri Novem mestu.[17]

- Podobnik Jože (Gastetterboden, 2. 7. 1902 – Ledine, 11. 4. 1944). Borec NOB. Rojen Jožetu in Neži, roj. Mlakar v Gastetterbodnu v Avstriji. Živel v Hrašah, poročen, ključavničar – preddelavec v Tovarni verig Lesce. 19. 3. 1944 odšel v Planinčev (3.) bataljon Gorenjskega odreda, nato v Gregorčičevo brigado. Padel 11. 4. 1944 na Ledinah na Primorskem. Pokopan v skupnem grobu borcev na grobišču talcev v Dragi.[17]
- Pogačar Jožef (Studenčice, 1920 – Rusija/vzhodno bojišče, 22. 4. 1944). Žrtev vojne. Živel v Studenčicah št. 3, kmečki sin. Mobiliziran v nemško vojsko. Padel 22. 4. 1944 v Rusiji (vzhodno bojišče).[17]
- Poje Anton(Ljubljana, 13. 1. 1886 – Lesce, 4. 9. 1941). Vojak prve vojne, udeleženec oktobrske revolucije, borec NOB. Rojen Francu in Neži, roj. Bergant v Ljubljani. Živel v Lescah – pri Jurju, poročen, mehanik. Ko se je leta 1914 pričela prva svetovna vojna, je bil vpoklican v vojsko. Na ruski fronti je bil ujet. Udeležil se je oktobrske revolucije. Na povratku domov se je v Bukovini poročil z Jero Renner, besarabsko Nemko. Domov v Dobrunje se je vrnil leta 1919. Zaposlil se je pri železnici kot strojevodja. Zaradi bolezni je to delo moral zapustiti. Z ženo sta pričela z obrtjo pletenja nogavic. Leta 1934 sta se preselila v Lesce. Propagiral je za Sovjetsko zvezo in pridobitve oktobrske revolucije. Razpečeval je ilegalno literaturo. Oblasti so ga nadzirale. Bil je socialdemokrat. Takoj, ko so Nemci okupirali domovino, je bil 27. 5. 1941 aretiran in štirinajst dni zaprt v graščini v Begunjah. 22. 7. 1941 sta z ženo odšla v ilegalo in se priključila partizanom na Vodiški planini na Jelovici. Zaradi bolezni sta se 15. 8. 1941 vrnila domov v Lesce, z naročilom, da odideta v Ljubljano. Bila sta izdana in naslednje jutro jih je gestapo aretiral in zaprl v zapore graščine v Begunjah. 4. 9. 1941 je bil Anton Poje med petimi talci v Lescah ustreljen.[17]
- Potočnik Matko dr. (Koroška Bela, 1872 – Lesce, 1967). Profesor. Rojen 1872 na Koroški Beli, umrl 1967 v Lescah. Filozofijo na Dunaju, promoviral 1902. Poučeval je v Mariboru 1902-1912. v Kranju 1915-1919, v Ljubljani 1919-1926 in v Gospiću. Po I. svet. vojni je bil izvedenec v komisiji za razmejitev med Jugoslavijo in Avstrijo. Objavil je delo Vojvodina Koroška I.-II. in članke o gospodarski zgodovini Koroške.[59] Promocija. Na dunajskem vseučilišču je bil v ponedeljek promoviran doktorjem modroslovja gimnazijski učitelj in posestnik v Lescah, g. Pr. Mat. Potočnik.[60]

- Prešeren Janez Jurij (Hraše, ok. 1664 – Ljubljana, 5. 1. 1717). Upravitelj proštijske nadarbine. Kot mladenič je odšel v ljubljanske šole, a ni postal duhovnik, temveč je bil pozneje upravitelj proštijske nadarbine v Radovljici in radovljiški meščan.[22]
- Prešeren Janez Krstnik (Hraše, 9. 6. 1656 – Ljubljana, 28. 9. 1704). Pravnik, teolog, diplomat, ljubljanski prošt in predsednik Akademije operozov. Sin kmečkih staršev je bil izjemno dober študent. Doktoriral je iz teologije in obojega prava, prejel častni naziv dunajske univerze (Poeta Laureatus) in bil v svojem času poznan kot »učeni Kranjec«. Postal je diplomat in zaupni svetnik salzburškega nadškofa, po vrnitvi v Ljubljano pa stolni prošt pri sv. Nikolaju in odbornik kranjskih deželnih stanov. Bil je soustanovitelj in dosmrtni predsednik prve akademije znanosti in umetnosti na Slovenskem (Academia operosorum) in soustanovitelj naše prve javne znanstvene knjižnice (Semeniška knjižnica), v katero je po smrti vložil največji del svoje izjemno bogate osebne knjižnice. Slovel je kot odločen mož (Resolutus) in velik podpornik učenosti in učenih mož. Velik del premoženja je namenil ustanovitvi sklada za dijaške štipendije in s tem pridobil trajne zasluge na področju šolstva in izobraževanja. Dunajski dvor mu je podelil naslov palatinskega grofa, cerkvena oblast pa naslov apostolskega protonotorja. Pisal je pesmi v latinskem jeziku in velja za prvega izpričanega pesnika v rodbini Prešeren.[27]Grb Janeza Krstnika Prešerna[61]

- Prešeren Janez Krstnik pl. Heldenfeldski (Hraše, 6. 11. 1680 – Ljubljana, 19. 4. 1746). Doktor prava. V Hrašah rojeni kmečki sin in nečak prošta J. K. Prešerna je bil doktor prava in vsaj že leta 1731 »zapriseženi sodniški odvetnik kranjskih stanov«, t. j. najvišji uradnik kranjskega deželnega sodišča. Leta 1724 je bil povišan v plemiški stan (de Preschern in Heldenfeld), svoj grb je priredil po proštovem in bil član bratovščine sv. Dizma.[22]Grb rodbine Prešern, od 1724[62]

- Prešeren Jožef (Lesce, 2. 3. 1927 – Ravne v Selški dolini, 28. 3. 1945). Borec NOB. Rojen Janezu in Frančiški, roj. Šmit v Lescah, kje je tudi živel – Begmastrov, mizarski vajenec v Tovarni verig Lesce. Marca 1944 je bil sprejet v mladinsko organizacijo ZMS Lescah. 8. 9. 1944 mobiliziran v postojanko domobrancev v Lescah. 10. 9. 1944 pobegnil in odšel v I. bataljon Kokrškega odreda, nato v Gorenjsko vojno področje. Padel 28. 3. 1945 v Ravnah v Selški dolini. Pokopan v družinskem grobu na pokopališču v Lescah.[17]
- Prešeren Mihael (Hraše, 23. 9. 1675 – Tržič, ok. 1729). Duhovnik in magister filozofije. Bil je odličen študent, končal je bogoslovje v Gradcu, postal magister filozofije in služboval kot kaplan v Naklem, župnik v Križah in bil vse do svoje smrti župnik v Tržiču. Bil je nečak ljubljanskega prošta Janeza Krstnika Prešerna.[22]
- Prešern Franc (1913-1994). Ključavničar, športni delavec. Rojen je bil pri Dolencu. Bil je ključavničar v Tovarni verig Lesce, specialist za izdelavo kalupov (utopov) za serijsko stiskanje različnih železnih izdelkov za potrebe kovinske industrije in široko proizvodnjo. Franca upravičeno lahko imenujemo organizatorja in učitelja leških smučarjev tekačev. Med prvimi je imel tekaške smuči v Lescah. Udeleževal se je prvih organiziranih smučarskih tekmovanj, osvajal je tudi prva mesta. Smučanja je učil odrasle, predvsem pa mladino. Vsako zimsko sezono je organiziral tekaška tekmovanja. Štart in cilj sta bila večinoma na dvorišču gostilne pri Kojcu. Pozimi leta 1931 je bil na njegovo pobudo ustanovljen Smučarski klub Lesce.[17]

- Pristov Janko (Hraše, 26. 11. 1929). Meteorolog. Rodil se je Francu Pristovu in Valentini, roj. Marinšek v Hrašah št. 7 (rojstna hiša prošta Prešerna). Po diplomi se je izpopolnjeval v Frankfurtu ob Majni in Berlinu. Zaposlen je bil v Hidrometeorološkem zavodu Republike Slovenije. Sprva je delal pri razvoju vremenske prognostične službe, nato je bil pomočnik in namestnik direktorja, v letih 1988-93 pa direktor zavoda. Urejal je strokovni časopis Razprave – Papers in objavil več strokovnih člankov in elaboratov.[22]
- Pucher Matija (Lesce, zač. 19. st.). Cerkveni administrator. V letih 1802-1806 Leška fara ni imela umeščenega župnika, ker jo je hotela vlada opustiti, kar se vendar k sreči ni zgodilo. V tem času je bil v Lescah kot administrator Matija Pucher.[32]
- Rakovec Stanislav (Duplje, 28. 4. 1928). Rojen Amaliji Rakovec v Dupljah, živel v Lescah, kmetijski delavec. 6. 7. 1944 odšel v Jeloviški bataljon Gorenjskega odreda in bil dodeljen Gradnikovi brigadi. Padel 22. 9. 1944 v Železnikih v Selški dolini. Pokopan v družinskem grobu na pokopališču v Ovsišah.[36]
- Rogač Anton (Lesce, 1891 – Lesce, 1960). Mlinar. Anton Rogač je bil posestnik in mlinar pri Šobcu. V mletje so mu vozili kmetje iz okoliških vasi. Bil je znan kot dober mlinar in pošten pri »merici«. Mlevske izdelke je razvažal s konjsko vprego svojim kmečkim strankam. Mlinarstvo je bil glavni vir dohodka, ker posestvo in živinoreja nista zadostovala za preživljanje številne družine. V bajerju je gojil ščuke in some, v njem so bili še klini in druge manj pomembne ribe. Po okupaciji domovine, aprila 1941, sta se z ženo Ivano odločila za sodelovanje pri oboroženem odporu. Že v mesecu juniju 1941 so se pojavili prvi ilegalci v okolici Šobca. Z odhodom večje skupine domačinov v partizane na Jelovico so se z organizatorji oboroženega odpora v Lescah dogovorili za javko pri Šobcu. Javka je delovala od junija 1941 do maja 1945 in ni bila nikoli odkrita. V spomin na vse te dogodke je Krajevna organizacija ZB NOV Lesce postavila spominsko znamenje s posvetilom. Odkrito je bilo 15. avgusta 1965.[17] Rogačev mlin, ok. 1950[63]

- Rozman Josip (Hraše, 1874 – Črna gora, 1918). Vojak prve svetovne vojne. Padel v prvi svetovni vojni – leta 1918 v Črni gori. / Vir: Mirno spite vojaki …
- [[Rupar Franc (Žetina, 1901 – Golnik, 23. 5. 1945). Borec NOB. Živel v Hrašah, poročen, delavec. 19. 3. 1944 odšel v Planinčev (3.) bataljon Gorenjskega odreda, nato v Gregorčičevo in Kosovelovo brigado. Dodeljen je bil k vezistom 9. korpusa za vodjo telefonistov. 23. 5. 1945 je podlegel ranam v bolnici na Golniku, ki jih je dobil pri eksploziji mine v Kranju. Pokopan je v družinskem grobu na pokopališču v Lescah.[17]
- Rutar Ludvik (Grahovo ob Bači, 21. 8. 1905 – Lesce, 1. 10. 1986). Prosvetni delavec. Med leti 1920 in 1924 je obiskoval slovensko učiteljišče v Tolminu, učiteljsko maturo pa je opravil v Vidmu. Najprej je učil v Lepeni, nato v Kredu. Med avgustom 1925 in junijem 1926 je služil vojaški rok v Turinu, Pulju, Vidmu in Kobaridu, po odsluženem roku pa je bil učitelj na Reki pri Cerknem. Tam je bil hitro odpuščen, saj je zavrnil vpis v fašistično učiteljsko organizacijo ANIF (Associazione Nazionale Insegnanti Fascista - Državna organizacija fašističnih učiteljev). Tako je ostal brez zaposlitve, karabinjeri so ga vzeli na piko, ga preganjali in proti njemu neprestano pripravljali ovadbe, tako da je moral kar trikrat na zaslišanje pred vojaško komisijo v Gorici, ki je vsega skupaj obravnavala kar 27 ovadb uperjenih proti njemu. Ker mu je grozil policijski pregon je leta 1928 emigriral v Jugoslavijo in zaprosil za učiteljsko službo. Dve leti kasneje je dobil službo učitelja v Zabukovju nad Sevnico in tam poučeval tri leta. V tem času je na ljubljanskem učiteljišču uspešno opravil dopolnilni izpit k italijanski maturi in strokovni izpit.[64]Leta 1933 je pričel z delom na osnovni šoli v Lescah, kjer si je ustvaril družino. Poleg učiteljevanja je Rutar v Lescah sodeloval v ljudski prosveti kot igralec, režiser, bil je tudi član orkestra, pevovodja otroškega in mladinskega zbora, aktiven je bil tudi pri društvu Sokol. Ko je nemška vojska napadla Jugoslavijo je šel s Soško legijo do Karlovca, ob vrnitvi k družini pa ga je aretiral Gestapo ter ga zaprl. Najprej je bil zaprt v Begunjah, nato v Šentvidu nad Ljubljano. Skupaj z družino so ga izgnali v Srbijo, kjer so bili v težkih pogojih primorani ostati do konca vojne. Ob koncu morije se je Ludvik Rutar z družino vrnil v Lesce in znova začel poučevati. Glavni odbor Osvobodilne fronte je ravno takrat pozval učitelje, naj pridejo na Primorsko. Seveda se je Rutar hitro odzval in prevzel upraviteljske posle na osnovni šoli v Tolminu. Tam je s svojim vnetim delom pripomogel, da so slovenske šole na Tolminskem znova zaživele. Tudi v Tolminu je bil zelo dejaven: režiral je igre, organiziral predavanja, ustanovil Zvezo šolskih zadrug, bil aktiven pri sindikatu itd. V tistem času so v Baški grapi snemali film Na svoji zemlji, enega izmed vaščanov pa je igral prav Ludvik Rutar. Ko se je Primorska pridružila Jugoslaviji se je vrnil k družini v Lesce in bil leta 1952 imenovan za upravitelja tamkajšnje šole. To funkcijo je opravljal vse do upokojitve leta 1965. Ludvik Rutar je za svoje delo prejel več priznanj: srebrno značno Zveze Svobode, srebrno značno Planinske zveze, Red dela tretje stopnje. Po upokojitvi je bil šest let predsednik Društva upokojencev Lesce, v okviru katerega je organiziral več izletov.[65] Rutar Ludvik – učitelj, 1905-1986[39]

- Snoj Andrej dr. (Šentvid, 2. 12. 1886 – Jesenice, 29. 12. 1962). Biblicist. Mladost je preživel v Lescah, kjer je bil njegov oče železniški čuvaj. Osnovno šolo je obiskoval v Lescah (1892-96) in Radovljici (1896-98), gimnazijo pa v Kranju (1898-1906). Bil je profesor na teološki fakulteti v Ljubljani, prevajal je sveto pismo iz izvirnika in veliko pisal iz bibličnega področja. Snoj je bil eden najvidnejših slovenskih biblicistov in poznavalec orientalnih jezikov in grščine.[22]
- Snoj Janko (Lesce, 1927 – Rusija/vzhodno bojišče, 10. 5. 1945). Žrtev vojne. Živel v Lescah št. 48. Mobiliziran v nemško vojsko. Ujet 12. marca 1944 v Berasadovu pri Nikolojevem v Rusiji (vzhodnem bojišču). Umrl 10. maja 1945, kraj neznan.[22]
- Snoj Jožef (Lesce, 1890 – zaledje, 1914-18). Vojak prve svetovne vojne. Padel v prvi svetovni vojni. / Mirno spite vojaki …
- [[Stare Štefan (Planina pod Golico, 7. 12. 1919 – Planina pod Golico, 2. 4. 1945). Borec NOB. Rojen Štefanu in Frančiški, roj. Kavčič v Planini pod Golico. Živel v Lescah – pri Rožiču, samski, tesarski pomočnik. Spomladi 1943 mobiliziran v nemško vojsko. Februarja 1944 prišel domov na dopust in odšel v partizane. Dodeljen je bil relejni kurirski liniji v Karavankah – sektor pod Golico. 2. 4. 1945 padel v Planini pod Golico. Pokopan v družinskem grobu na pokopališču na Planini pod Golico.[17]
- Stušek Janko Sebastijan (Bohinjska Bistrica, 14. 5. 1947). Profesor filozofije in sociologije. Janko Sebastijan Stušek, profesor filozofije in sociologije, je bil rojen 14. 5. 1947 v Bohinjski Bistrici v petčlanski družini. Je poročen, oče treh otrok in skupaj z delom družine stanuje v Lescah. Gimnazijo je zaključil na Jesenicah. Na Filozofski fakulteti v Ljubljani je opravil A diplomo kot profesor filozofije, B diplomo pa kot sociolog. Na Fakulteti za družbene vede v Ljubljani je dodatno študiral politologijo in specializiral mednarodno pravo, smer narodne manjšine. Dodatno se je izobraževal v šoli za poslovodenje pri GZS, opravil šolo za rezervne častnike in več vojaških usposabljanj. V peti svoji delovni karieri je bil najprej kadrovski referent na občini, v industriji je delal kot sekretar podjetja, v republiški upravi pa je bil načelnik republiškega centra za obrambno usposabljanje Poljče. Imenovan je bil za načelnika republiškega štaba za civilno zaščito in s sklepom vlade določen za namestnika vodje protokolarnega objekta Brdo. Bil je direktor Uprave za nabor in mobilizacijo Ministrstva za obrambo in državni sekretar na Ministrstvu za delo, družino in socialne zadeve.[66] Janko S. Stušek – župan Radovljice, roj. 1947[67]

- Šebat Jožef (Studenčice, 9. 4. 1917 – Ledine, 11. 4. 1944). Borec NOB. Rojen Jožetu in Mariji, roj. Trpinc na Studenčicah, kjer je tudi živel – pri Jakopu, samski, tovarniški delavec. 19. 3. 1944 odšel v Planinčev (3.) bataljon Gorenjskega odreda, nato v Gregorčičevo brigado. Padel 11. 4. 1944 na Ledinah na Primorskem med sovražnikovo ledinsko uniformo.[17]
- Šemrl Janez (Lome na Črnem vrhu pri Idriji, 27. 9. 1868 – Ljubljana, 1943). Učitelj. Po končani osnovni šoli je obiskoval realno gimnazijo v Ljubljani. Od šolskega leta 1888/89 do šolskega leta 1891/92 je obiskoval moško učiteljišče v Kopru. 28. 11. 1894 je v Kopru opravil izpit za samostojnega učitelja na občih ljudskih šolah s slovenskim učnim jezikom. Septembra 1896 je nastopil učiteljsko službo v Lescah, kjer je ostal do 31. 8. 1928, torej polnih dvaintrideset let.[68]Janez Šemrl - učitelj, 1868-1943[69]

- Šmid Alenka – Čena (roj. 11. 7. 1968). Glasbenica. Z glasbo se je začela ukvarjati v 7. razredu osnovne šole, ko je ustanovila svojo glasbeno skupino Kurja bremza, s katero se je predstavila na prireditvi Prvi glas Gorenjske. Pridružila se je tudi skupini Čokoladna bomba, ki je bila sestavljena iz nekaj takrat uveljavljenih glasbenikov. S to skupino je posnela svoje prve radijske posnetke. Po enem letu je skupino zapustila in pela pri lokalnem rock bendu Jonatan Livigston galeb. Vodja skupine je bil Danijel Černe, kasnejši član skupine Terra folk. Leta 1985 je sprejela povabilo skupine Ultimat in z njimi koncertirala po Jugoslaviji in izdala LP v srbohrvaškem jeziku. Leta 1986 se je začelo sodelovanje z Matjažem Kosijem, ustanoviteljem dueta Moulin rouge, ki je doma in na tujem izdal nekaj uspešnih albumov ter maxi singlov. Leta 1987 in 1988 sta nastopila na takratnem izboru za Evrovizijsko popevko in zasedla 6. ter 4. mesto. Leta 1988 sta nastopila v Los Angelesu, leta 1989 pa so sledile turneje na Japonskem in Tajvanu, kot odgovor na zelo dobro prodajane single in album. Leta 1991 je Alenka Šmid - Čena zapustila Moulin Rouge in pričela samostojno kariero. Izdala je kaseto z naslovom Čena, katere avtor je bil hrvaški glasbenik Davor Tolja. Sledila je turneja po Sloveniji in nekaj televizijskih natopov. Leta 1995 je nastopila na Melodijah morja in sonca s skladbo Kjer on spi, avtorjev Matjaža in Urše Vlašič. Leta 2002 se je s skladbo Plamen v temi, avtorja Boštjana Groznika predstavila na EMI. V letu 2012 je posnela pesem v hrvaškem jeziku z naslovom Potraga z avtorskim besedilom. V začetku leta 2013 je za radijske postaje posnela skladbo Enkrat ko boš sam. Nato je sledilo sodelovanje z Raayem, slovenskim producentom in v septembru 2013 je na radijske valove prišla skladba Nikoli ni dovolj!, ki se je žanrsko približala glasbi, ki jo je ustvarjala v letih pri duetu Moulin Rouge. / Vir: wikipedia.org Alenka Šmid »Čena« - glasbenica[70]

- Šmitek Antonija (Kropa, 30. 11. 1912). Učiteljica, ravnateljica. Končala je pet razredov osnovne šole v Kropi in štiri razrede meščanske šole v Škofji Loki z malo maturo. Nato je obiskovala zasebno žensko učiteljsko šolo Uršulink v Škofji Loki. Učiteljski diplomski izpit je opravila pred državnim izpitnim odborom od 23. do 29. novembra 1933 in prejela diplomo o praktičnem učiteljskem izpitu. Banska uprava Dravske Banovine Kraljevine Jugoslavije jo je 5. oktobra 1934 poslala na brezplačno prakso na narodno šolo v Kamni Gorici, srez Radovljica in nato leta 1937 na državno narodno šolo v Horjulu, okraj Ljubljana. Leta 1939 je na Učiteljišču v Ljubljani opravila še učiteljski strokovni izpit. Oktobra 1940 je bila nato razrešena službovanja v Horjulu. Odobren ji je bil študijski dopust in poslana je bila na študij na Višjo pedagoško šolo v Zagreb. Zaradi vojne je nato študij nadaljevala na Višji pedagoški šoli v Ljubljani in leta 1942 diplomirala. Italijanska oblast jo je med vojno najprej namestila na ljudsko šolo v Horjulu in nato premestila na ljudsko šolo v Orehovico, okraj Novo mesto. Po vojni je bila z dekretom o začasni namestitvi nastanjena za učiteljico na realni gimnaziji v Kranju, že ob koncu leta 1945 pa nato postavljena za učiteljico na državni nižji gimnaziji v Radovljici, ki se je po uvedbi osemletne osnovne šole preoblikovala v Osnovno šolo Radovljica. Da bi bila bližje svojemu stanovanju v Kropi, se je septembra 1960 zaposlila na osnovni šoli v Lipnici. Svojo poklicno pot je zaključina na osnovni šoli v Lescah. Svet šole jo je s 1. marcem 1969 imenoval za direktorico osnovne šole v Lescah. Nalogo ravnateljice je opravljala do upokojitve 30. 9. 1971.[71] Antonija Šmitek – učiteljica, roj. 1912[39]

- Šturm Janez (Hraše, 1895 – zaledje, 1915). Vojak prve svetovne vojne. Padel v prvi svetovni vojni – leta 1915 v zaledju. / Vir: Mirno spite vojaki …
- Švab Janez (Podbrezje, 1898 – 1973). Posestnik in čevljar. Z družino se je iz Podbrezij preselil v novo hišo v Lesce. Bil je gospodaren in iznajdljiv mož. Ker čevljarstvo ni bilo donosno zaradi velike konkurence, je iskal dodaten zaslužek. Pričel je z zbiranjem krojaških in šiviljskih odpadkov. V določenem časovnem obdobju je s konjsko vprego (imenovano činkot) obiskoval krojače in šivilje po vaseh. Zbrane odpadke je doma razvrščal in odbiral po zahtevi kupca. Pobiral je tudi zavržene cunje. T. i. cunarji so bili obenem tudi ekologi, saj so predelane cunje za svoje izdelke uporabljali tapetniki, tovarne za čiščenje strojev in brisanje rok vzdrževalcev in več drugih namenov. Lotil se je še drugega dodatnega dela. Prevzel je dobavo konj in goveje živine za prehranjevanje srebrnih lisic na lisičji farmi Bled, ki je bila v Betinu nad blejskim mostom. Za farmo je dobavljal tudi večje količine jajc in je imel v ta namen na posestvu do 300 kokoši nesnic. Hranjenje lisic z odmerjeno količino jajc je vplivalo na kvaliteto in lesk dlake. V zadnjem boju partizanskih enot z umikajočimi se Nemci prve dni maja 1945 je lisičja farma pogorela.[17]

- Švab Janez – Janko (Podbrezje, 2. 5. 1923 – Hansewitsche, 21. 3. 1944). Žrtev vojne. Rojen Janezu in Marjani Bohinjec v Podbrezjah. Živel v Lescah št. 81, p. d. pri Švabu, samski, ključavničarski pomočnik. V nemško vojsko je bil mobiliziran 12. 1. 1943. Bil je v enoti Grenadirjev v Rusiji (vzhodno bojišče). Zbolel je za pegastim legarjem in 21. 3. 1944 v bolnici umrl. Pokopan je na pokopališču Hansewitsche, 60 km južno od Baranowitscew na Poljskem.[17]
- Švagelj Anton (Dobravlje, 19. 5. 1909 – Gusen/Nemčija, 17. 7. 1943). Borec NOB. Rojen Alojzu in Ani, roj. Penko v Dobravljah pri Sežani. Živel je v Hrašah, samski, cestni delavec, član KP. Leta 1937 emigriral v Jugoslavijo, maja 1941 je bil član vojaške trojke v Lescah. 28. 7. 1941 je odšel v Jelovško četo (Ilije Gregoriča) na Vodiško planino. Dodeljen je bil Kokrškemu (prvemu) odredu pod Storžičem. Od 12. do 14. 9. 1942 v boju Kokrškega bataljona z oddelki nemške policije v Udin borštu ranjen. Zdravil se je pri kmetu Jožefu Vrhunci, p. d. Kuharju v Hrašah. Po okrevanju je neznanega dne odšel. 16. 11. 1942 je bil ujet in prepeljan v zapore v graščini v Begunjah (z. š. 334). 23. 1. 1943 je bil odpeljan v koncentracijsko taborišče Mauthausen. 17. 7. 1943 umrl v Gusenu, Kreis Perg v Nemčiji.[17]
- Tonejc Bernard (Lesce, 20. 08. 1932). Dipl. gozdar. Bernard Tonejc je bil dolga leta aktivni družbenopolitični delavec v Občini Radovljica in to še v času, ko je Občina Radovljica teritorialno obsegala področja sedaj na novo nastalih občin. Bil je predsednik Skupščine občine Radovljica v letih od 1985 do 1988. Na tem zahtevnem položaju se je izkazal kot dober vodja in usklajevalec različnih interesov bivše velike Občine Radovljica. Po osamosvojitvi Slovenije je svoje politično delo nadaljeval tudi v novem sistemu, saj je bil v mandatnem obdobju 1990-1995 predsednik Zbora združenega dela. Od leta 1998 do 2002 je vodil občinsko Komisijo za statutarne pravne zadeve, volitve in imenovanja in v njeno delo vložil doberšenj del svojih izkušen, lahko bi rekli, da je oral ledino na področju nove organiziranosti našega sistema. Kar dve mandatni obdobji je bil član Komisije za ureditev povojnih grobišč v Občini Radovljica. Svoje znanje in izkušnje je dal na razpolago tudi svojemu kraju Lesce, kjer je bil predsednik Krajevne skupnosti Lesce dva mandata (1992-1998). Tudi to funkcijo je opravljal odgovorno in v zadovoljstvo krajank in krajanov Lesce in tako tvorno pripomogel k razvoju kraja. Uspešno je združeval svojo poklicno in politično udejstvovanje, saj je kot dipl. gozdar zaposlen v GG Bled uspešno vodil tudi prisilno upravo v Kmetijsko gozdarski zadrugi Bohinj kot njen predsednik. Kot gozdar je bil vključen tudi v lovsko družino Jelovica in je bil njen dolgoletni predsednik. Ob njegovi 75 letnici predlagamo, da se mu podeli Plaketo Občine Radovljica za življenjsko delo.[72] Srebrna plaketa združenja borcev za vrednote NOB Slovenije. Dobitnik srebrne plakete, Bernard Tonejc iz Lesc, je od leta 1997 predsednik KO Lesce, že drugo mandatno obdobje je član izvršnega odbora Združenja pa tudi aktualni predsednik občinskega odbora Zveze borcev za vrednote NOB Radovljica. V času svoje funkcije predsednika občinske skupščine tedanje občine je sodeloval v odboru za pohod borcev na Triglav, ki je kasneje prerasel v vsakoletni pohod veteranov, in poskrbel za finančno podporo prireditvi. V zadnjih letih skrbi za popularizacijo združenja.[73] Bernard Tonejc – gozdar, 1932[74]

- Tonejc Dejan (Lesce, 1981). Balinar, državni reprezentant. Na SP v Maconu (Francija) je skupaj z Janžičem postal svetovni prvak v dvojicah. Ne EP v Saviglianu (Italija) sta osvojila bronasto medaljo, Dejan Tonejc pa je v disciplini »v krog« osvojil naslov evropskega podprvaka.[75]
- Torkar Julij (Podbrdo, 8. 1. 1905 – kraj in datum smrti neznana). Tigrovec, bored NOB, bankir. Ko je končal obiskovati osnovno šolo v Podbrdu, se je odločil, da bo šolanje nadaljeval v Ljubljani. Tam je opravil štiri razrede gimnazije in trgovsko šolo. Bil je med prvimi, ki so organizirali ilegalen boj proti fašizmu; sodeloval je z Zorkom Jelinčičem in Albertom Rejcem, vodilnima možema organizacije TIGR. Udeleževal se je tajnih nočnih sestankov, razdeljeval abecednik Prvi koraki po vaseh v Baški grapi ter uvajal dekleta, ki so kasneje otroke učile branja v slovenskem jeziku. Dajal jim je tudi naloge, nadzoroval skrivno poučevanje in popravljal izdelke, ki so jih naredili otroci. Zorko Jelinčič in Albert Rejec sta leta 1926 uvedla tajni kanal Bohinj - Baška grapa - Gorica, za vodjo pa sta določila prav Julija Torkarja. Ta je v okviru tajnega kanala uredil dve kurirski poti: prva je potekala od Podbrda preko Baškega sedla v Bohinjsko Bistrico, druga od Podbrda preko Porezna do Železnikov. Poti so služile predvsem za transport ilegalne literature in pošte. Torkar je pošto prejemal z Jesenic in Ljubljane ter jo pošiljal v Gorico. V Podbrdo je prihajala tudi literatura italijanskih političnih emigrantov iz Pariza, Torkar pa je poskrbel, da je prišla v Gorico ter naprej k italijanskim protifašistom v Videm in okoliške kraje. Hodil je na posvete v Gorico in sestanke v Ljubljano, večkrat pa je s seboj vzel tudi kurirje. Leta 1926 je bil skupaj s sedmimi fanti aretiran ter zaprt za dva meseca. Dve leti kasneje so fašistične oblasi pri železničarju Jožetu Medji našli Torkarjevo skico o utrdbah na Slatniku. Spet so ga aretirali in zaprli, tokrat za kar sedem mesecev. Vsi ti pritiski Torkarja niso zlomili: ko se je vrnil v Podbrdo je nemudoma nadaljeval z ilegalnim protifašističnim bojem. Leta 1928 so karabinjerji prijeli kurirja Droleta, Torkar pa je pravočasno zbežal v Jugoslavijo, kjer je še naprej sodeloval s tigrovci. Zaposlil se je pri zavarovalnici v Mariboru, kasneje pa v tovarni nogavic v Lescah. Leta 1936 je vzel v najem žago v Soteski in do izbruha vojne izdeloval zaboje za Palestince, skrivoma pa je v njej hranil orožje in prenočeval tigrovce, ki so nosili ilegalno literaturo na Primorsko. Od leta 1941 je sodeloval pri Osvobodilni fronti, leta 1944 pa se je pridružil partizanom na Trnovski planoti in v Cerknem.[76]

- Torkar Mirko (Nomenj, 7. 12. 1908 – Ledine, 11. 4. 1945). Borec NOB. Rojen Janezu in Mariji, roj. Dežman v Nomnju. Živel v Lescah, poročen, krojač obrtnik. 26. 3. 1944 odšel v Planinčev (3.) bataljon Gorenjskega odreda, nato v Gregorčičevo brigado. Padel 11. 4. 1945 na Ledinah na Primorskem v sovražnikovi ledinski ofenzivi, kjer je tudi pokopan,[17]
- Urbanc-Izmajlova Manca (Kranj, 21. 6. 1978). Mezzosopranistka. Izvaja operno in popularno glasbo. Muzikal in igro je študirala v Londonu, operno petje pa v Moskvi.Največji uspeh je doživela z albumom Slovanska duša, na katerem ob spremljavi Ruskega državnega filmskega simfoničnega orkestra poje priredbe skladb iz slovanskih držav – od klasike in narodnih pesmi do popularnih. Vir: wikipedia.org Manca Urbanc-Izmajlov[77]

- Vidic Alojz (Lesce, 1923 – Romunija, 31. 8. 1944). Žrtev vojne. Živel v Lescah št. 47, natakar, zaposlen v hotelu Evropa v Kranju. Mobiliziran v nemško vojsko. Pogrešan 31. avgusta 1944 v Romuniji.[17]
- Vidic Franc (Lesce, 19. 12. 1883 – Lesce, 15. 06. 1951). Sodavičar. Leta 1921 je bil na občinskih volitvah za župana Lesc izvoljen Franc Vidic, sodavičar iz Lesc št. 10.[18] (Alojz Kos)
- Vovk Albin (Lesce, 28. 2. 1921 – Mucciafora, 30. 11. 1943). Borec NOB. Rojen Francu in Tereziji, roj. Peternel v Lescah. Živel v Hrašah – Bitenčov, samski, ključavničarski pomočnik, sodelavec gibanja OF. Julija 1941 v Ljubljani aretiran. Na Reki obsojen na 15 let zapora. Zaprt v koncentracijskem taborišču v Roco di Spoleto. 8. 9. 1943 je s skupino zapornikov pobegnil iz taborišča in se pridružil italijanskemu odporniškemu gibanju. Padel je novembra 1943 s soborcema Slovencema v vasi

Mucciafori v občini Pagiadomo v Italiji. 30. 11. 1943 je bil dan, ki ga ni preživel. Pokopan v družinskem grobu na pokopališču v Lescah.
- Vovk Franc (roj. Češnjica pri Podnartu, 05. 05. 1914). Mojster strojni ključavničar. Leta 1946 ustanovitelj in predsednik Fizkulturnega društva Lesce. Pristojen pri gradnji nogometnega igrišča in predsednik NK Lesce v letih 1946-1964. Predsednik SŠD »Dr. France Prešeren« v letih 1948-1953. Predsednik ŠD »Prešeren Lesce« v letih 1957-1962.[78]
- Vovk Frančišek – Franci (Hlebce, 2. 10. 1927 – Lokve/Gorica, avgust 1944). Borec NOB. Rojen Francu in Frančiški, roj. Gašperin v Hlebcah, kjer je tudi živel – pri Martinčku, samski, kmečki sin. 19. 3. 1944 odšel v Planinčev (3.) bataljon Gorenjskega odreda, nato v Bazoviško brigado. Padel avgusta 1944 na Lokvah pri Gorici, kjer je tudi pokopan.[17]
- Walland Franc (Lesce, 9. 8. 1887 – Recco pri Genovi, 14. 2. 1975). Dr. teologije, salezijanec. Sin Frančiška Wallanda in Marije roj. Teran, se je rodil v Lescah št. 13. Osnovno šolo je končal v Lescah in Radovljici in obiskoval gimnazijo v Kranju, vendar pa ga je življenjska pot kmalu zanesla v Italijo. Že med šolanjem v Cuorgneju pri Torinu je vstopil v salezijanski red (1901) in nato študiral v salezijanskem zavodu na Radni pri Sevnici in na Georgiani v Rimu, kjer je leta 1912 doktoriral iz teologije. Poučeval je teologijo na salezijanski bogoslovni šoli v Foglizzu, bil ravnatelj prvega madžarskega salezijanskega zavoda Szent Kereszt, med 1. sv. vojno pa vojaški kurat. Po vojni se je vrnil v Slovenijo in deloval v Radni in na Rakovniku, kjer je kot ravnatelj salezijanskega zavoda zelo skrbel za salezijansko tiskarno in vidno izboljšal njene izdaje. Leta 1925 je zopet odšel v Rim, kjer je postal voditelj salezijanskih študentov na Gregoriani. V Ljubljano se je vrnil leta 1929 kot prvi slovenski inšpektor (provincial) južnoslovanske inšpektorije in delegat vrhovnega predstojnika za češkoslovaško republiko. Ko se je leta 1935 odpovedal inšpektorski službi je postal profesor dogmatike na salezijanskih šolah v Rimu, Bollengu in Torinu. V letih 1935-60 je bil svetovalec pri Kongregaciji za zakramente v Rimu. V času fašizma je bil dosleden zagovornik pravic Slovencev, zlasti salezijanskih študentov v Italiji. Svojo stroko, dogmatično teologijo, je prenavljal v duhu modernih teoloških teorih in pri tem naletel na nasprotovanje kolegov, kar je tudi vplivalo na njegovo predčasno upokojitev (delno 1947, definitivno 1959). Umrl je 14. 2. 1975 v Reccu (Genova) v Italiji.[22]
- Zajc (Sajz) Gregor (6. 3. 1798 – Lesce, 8. 9. 1856). Župnik. Kapelanoval je v Kamniku in v Cirknici, postal farni vikar v Novi Oselici in slednjič župnik na Blokah. Od tu je prišel v Lesce, kjer je bil župnik v letih 1847-1856. Hudoben nagajivec mu je naslikal zajca na župnišče. Kdo bi bil tako zlobne šale vesel? Tudi župnik je ni bil. Vsled žalosti in jeze dobi žolčno mrzlico, ki ga spravi prezgodaj v grob. Sajz je bil rojen 6. marca 1798, umrl 8. septembra.[32]
- [[Zalokar Janez (??? – Lesce, 1862). Mežnar, organist. Leta 1831 je v Lescah organist in mežnar v svojem stanovanju poučeval otroke. Otroci so šolo obiskovali prostovoljno. Mežnar jih je učil branja, pisanja in orglanja. Janez Zalokar je umrl leta 1862.[79]
- Zavrtanik Adolf (Lesce). Tovarnar. Leta 1921 so Leščani dobili prvo veliko tovarno. Ustanovil jo je tržaški Slovenec Adolf Zavrtanik, ki je prvo čokolado izdeloval kar v Kapusovi kovačiji. Adolf je iz tulcev topovskih granat izdela valjčni stroj, s katerim so drobili kakavovo maso in jo mehčali z lesenim tolkalom. Prve čokolade so bile majhne in v različnih oblikah. Prodajali so jo po sejmih in trgovinah. Leta 1923 so se Zavrtanikov preselili k Fabijanetu, delavnico pa so si uredili v nekdanjem hlevu te hiše. Po nekaj letih so si z dohodki in prodajo premoženja v Trstu zgradili hišo s proizvodnimi prostori. Imeli so tipično družinsko podjetje, saj so delali predvsem družinski člani. Lešnikova, mlečna in gianduja čokolade so zaradi kvalitete slovele daleč naokrog, med rednimi kupici pa so bili tudi člani kraljeve družine.5. decembra 1946 je bila Zavrtanikova tovarna čokolade nacionalizirana brez odškodnine. Adolf Zavrtanik je po nacionalizaciji ostal v tovarni kot tehnični vodja.[18] (Alenka Ravnikar-Bizjak) Adolf Zavrtanik – tovarnar,[18]

- Zlatnar Mirko (Ljubljana, 2. 2. 1920 – Lesce, 27. 3. 1991). Politični delavec. Na ljubljanski Tehniški fakulteti je od 1939 študiral strojništvo in bil aktiven v družbenopolitičnem življenju; med drugim je bil tajnik delavsko-kulturnega društva Vzajemnost in od 1939 član KPS. Do decembra 1942, ko so ga fašisti aretirali in 1943 odpeljali v Koncentracijsko taborišče Gonars, je bil organizator centralne tehnike KPS. Po italijanski kapitulaciji je bil v NOV in POS pomočnik političnega komisarja bataljona Operativnega štaba za Posočje, Bazoviške brigade, politični komisar 30. divizije, vodja oddelka OZNE enot 9. korpusa. Do 1950 je delal kot polkovnik v UDBI, nato na kadrovskem področju pri vladi LRS in CK KPS. Nato je do 1961 deloval v SZDL, kjer je bil med drugim organizacijski sekretar Izvršnega odbora SZDL. Med leti 1961-1962 je bil direktor ljubljanske letalske družbe Adria Aviopromet. Za udeležbo v NOB je prejel partizansko spomenico 1941.[80]Mirko Zlatnar – politik, 1920-1991[81]

- Zorko Janko (Lesce). Predsednik TD Lesce.Janko Zorko – predsednik TD Lesce[18]

- Zupan Franc (Hlebce, 1894 – Lesce, 1914-18). Vojak prve svetovne vojne. Padel v prvi svetovni vojni. Umrl v Lescah. / Vir: Mirno spite vojaki …
- Zupan Janko (Lesce, 1923 - pogrešan). Žrtev vojne. Živel v Lescah, p. d. Petrov. Januarja 1943 mobiliziran v nemško vojsko. Pogrešan na vzhodnem bojišču.[17]
- Zupan Jožef (Hlebce, 1900 – Italija, 1918). Vojak prve svetovne vojne. Padel v prvi svetovni vojin – leta 1918 v Italiji. / Mirno spite vojaki …
- Žagar Franc (Lesce, 5. 10. 1913 – Gospa sveta, 26. 2. 1945). Žrtev vojne. Rojen Lovrencu in Mariji, roj. Mežek v Lescah, kjer je tudi živel – pri Žagarju, samski, čevljarski pomočnik, poštar. Leta 1942 premeščen k pošti Celovec na Koroško. Februarja 1945 na poti domov z vlakom na železniški postaji Podgorje (Maria Elend) pri bombandiranju hudo ranjen. 26. 2. 1945 umrl v bolnici pri Gospa Sveti (Maria Saal). Pokopan na pokopališču v Celovcu (Anabichel).[17]
- Žark Ivan (Lesce, 31. 08. 1853 – Lesce, 13. 02. 1923). Posestnik. Leta 1909 je bil za župana Lesc izvoljen Ivan Žark, posestnik iz Lesc št. 4, p. d. pri Hkavcu. Z njegovo izvolitvijo sta se sedež županije in pisarna prenesla v Lesce.[17]
- Ivan Žark – župan in posestnik, 1853-1923[18] Podpis župana Ivana Žarka, 1918[82]

## Spomeniki v Lescah
- Vaško jedro
- Pogled na Triglav
- Delno gručasta, delno obcestna vas ob nekdaj pomembnem razcepu poti proti Bledu in proti vasem pod Karavankami.Vas omenjena že 1040.
- Naravno oblikovana skala s posvetilom sedežu Krajevnega odbora osvobodilne fronte, ki je bil v obdobju 1941-1945 v tovarni Na Lipcah. Spomenik so odkrili 15.8.1965.
- Žel. postaja Lesce-Bled,z zanimivimi lesenimi detajli opažev, in čakalnico iz leta 1936.
- 'Pr' Špan' - hiša z "erkerjem". Dr. Ivan Sedej jo je uvrstil med 100 najlepših kmečkih hiš na Slovenskem. Poleg prvin v notranjosti je nekaj posebnega vogalni pomol.
- Kostnico je uredila KS Lesce leta 2018. Spomenik je izdelan iz školjčnega apnenca, kamnosek je bil Alojz Vodnik iz Ljubljane, za nov namen ga je obnovil kamnosek Oblak z Bleda.
- Naravna skala z vklesanim napisom v spomin enemu prvih partizanskih zbirališč na Gorenjskem med 2. svetovno vojno. Spomenik je bil odkrit 15.8.1965.

______________________________
- Hotel Legat je bil zgrajen že leta 1855. Po drugi svet.vojni je prešel v druge roke, preimenoval se je v hotel Turist. Zdaj stavba žalostno propada.
- Lesen toplar na dve okni z dvokapno skodlasto streho s čopi, z lesenimi žlebovi. Bogato dekoriran (zaključne letve pri zatrepu in latah, ročice, zatrepna ganka, lesena vrata in tabelna slika Srca Marijinega). Pod kozolcem so stopnice v nadstropje.
- Med II.svetovno vojno je bilo tukaj organizacijsko žarišče upora za borbo proti fašizmu